# José Martí
José Julián Martí Pérez (La Habana, 28 de enero de 1853-Dos Ríos, 19 de mayo de 1895) fue un político, diplomático, poeta, ensayista, periodista y filósofo cubano, fundador del Partido Revolucionario Cubano y organizador de la guerra de Independencia de Cuba, durante la que murió en combate. Se le ha considerado el iniciador del modernismo literario en Hispanoamérica.

## Biografía

### Estudios y primer exilio
José Julián Martí Pérez nació en La Habana (Cuba colonial en el año de su nacimiento, por tanto, Imperio español) el 28 de enero de 1853. Su padre era Mariano Martí, natural de la ciudad española de Valencia, y la madre Leonor Pérez Cabrera, de Santa Cruz de Tenerife, en las Islas Canarias. Pasó una breve parte de su infancia en Valencia (de los 4 a los 6 años) antes de que la familia regresara a Cuba. 

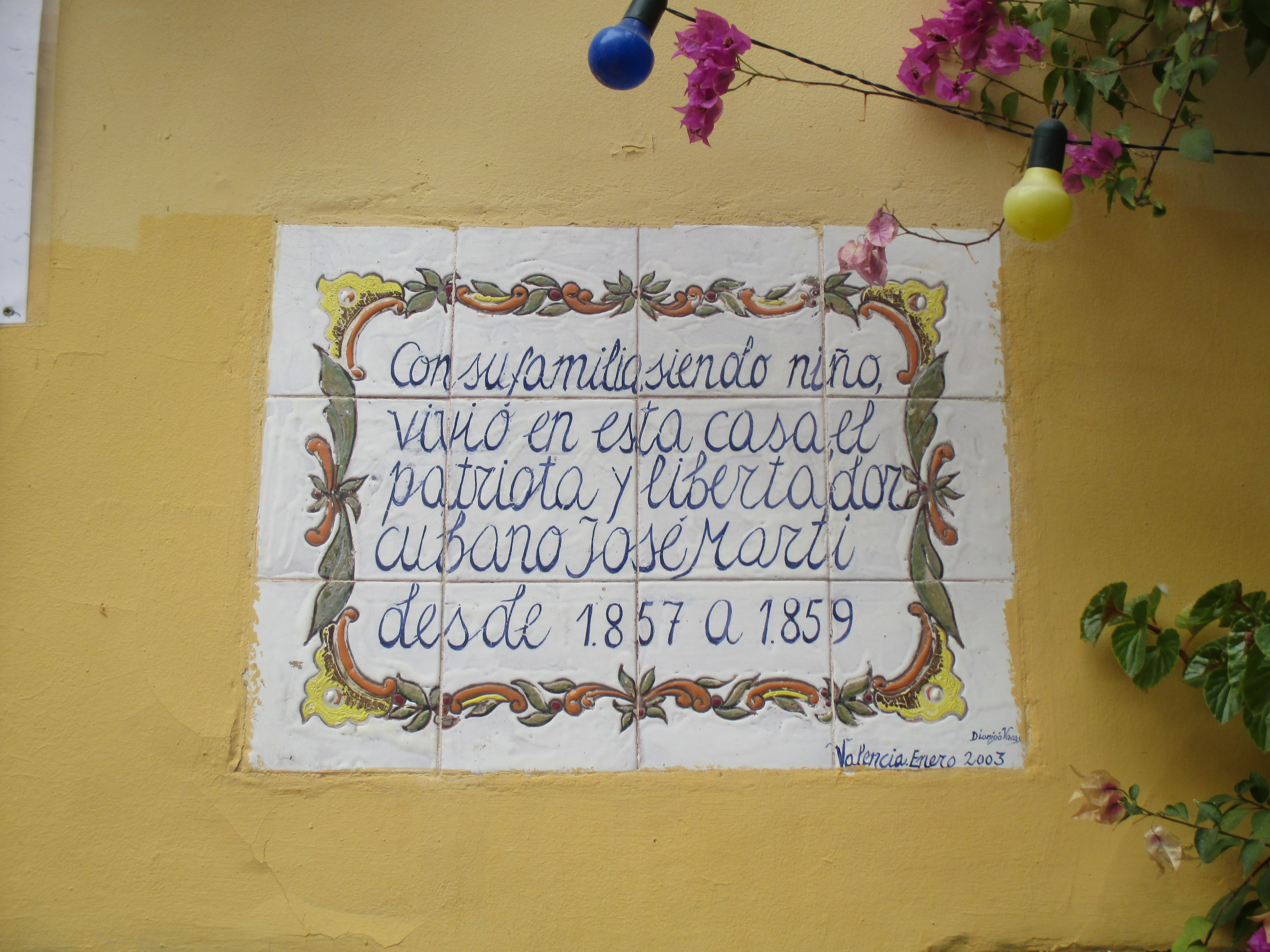
Placa en la plaza del Miracle del Mocadoret, Valencia (España) que indica la casa donde vivió José Martí en su infancia.

En 1866 se matriculó en el Instituto de Segunda Enseñanza de La Habana. Ingresó también en la clase de Dibujo Elemental en la Escuela Profesional de Pintura y Escultura de La Habana.
El 4 de octubre de 1869, durante la primera guerra de Independencia cubana (1868-1878), al pasar una escuadra del Primer Batallón de Voluntarios por la calle Industrias n.º 122, donde residían los Valdés Domínguez, de la vivienda se oyen risas y los voluntarios toman esto como una provocación. Regresan en la noche y someten la casa a un minucioso registro. Entre la correspondencia encuentran una carta dirigida a Carlos de Castro y Castro, compañero del colegio al que, por haberse alistado como voluntario en el ejército español para combatir a los independentistas, calificaban de apóstata.
Por tal razón, el 21 de octubre de 1869 Martí ingresa en la Cárcel Nacional acusado de traición por escribir esa carta, junto a su amigo Fermín Valdés Domínguez. El 4 de marzo de 1870, Martí fue condenado a seis años de prisión, pena posteriormente conmutada por el destierro a la Isla de Pinos (actual Isla de la Juventud), al suroeste de la principal isla cubana. Llega allí el 13 de octubre. El 18 de diciembre sale hacia La Habana y el 15 de enero de 1871, por gestiones realizadas por sus padres, logró ser deportado a España. Allá comienza a cursar estudios en las universidades de Madrid y Zaragoza, donde se gradúa de licenciado en Derecho Civil y en Filosofía y Letras.
Residió en Zaragoza desde mayo de 1873 hasta noviembre de 1874, periodo en el que realizó su último año para conseguir la titulación de Bachillerato en el Instituto Goya y obtuvo los títulos de licenciado en Derecho y en Filosofía y Letras por la Universidad de Zaragoza. Aunque se licenció con sobresaliente, Martí no pudo recoger sus títulos porque no tenía dinero para que se los expidieran. La Universidad de Zaragoza corrigió esa situación a título póstumo en 1995.
Durante su estancia en Zaragoza, José Martí colaboró en el Diario de Avisos de Zaragoza, publicación de tendencia republicana dirigida por Calixto Ariño. Martí asistió en Zaragoza a una sociedad en plena ebullición política con constantes enfrentamientos entre monárquicos y republicanos, la aparición de un incipiente movimiento obrero organizado, la insurrección carlista y la revolución cantonalista.
De España se traslada a París por breve tiempo. Pasa por Nueva York y llega a Veracruz el 8 de febrero de 1875, donde se reúne con su familia. En México entabla relaciones con Manuel Mercado y conoce a Carmen Zayas Bazán, la cubana de Camagüey que posteriormente sería su esposa. Del 2 de enero al 24 de febrero de 1878 estuvo de incógnito en La Habana como Julián Pérez. Al llegar a Guatemala trabaja en la Escuela Normal Central como catedrático de Literatura y de Historia de la Filosofía. Retorna a México para contraer matrimonio con Carmen el 20 de diciembre de 1877. Regresa a Guatemala a inicios de 1878.

### Segunda deportación
En 1878 vuelve a Cuba, el 31 de agosto, para radicarse en La Habana, y el 22 de noviembre nace José Francisco, su único hijo. Comenzó sus labores conspirativas figurando entre los fundadores del Club Central Revolucionario Cubano, del cual fue elegido vicepresidente el 18 de marzo de 1879. Posteriormente el Comité Revolucionario Cubano, radicado en Nueva York bajo la presidencia del mayor general Calixto García, lo nombró subdelegado en la isla.
En el bufete de su amigo Nicolás Azcárate conoce a Juan Gualberto Gómez. Entre el 24 y el 26 de agosto de 1879 se produce un nuevo levantamiento en las cercanías de Santiago de Cuba. El 17 de septiembre Martí es detenido y deportado nuevamente a España, el 25 de septiembre de 1879, por sus vínculos con la conocida como Guerra Chiquita, liderada por el citado general García. Al llegar a Nueva York, se establece en la casa de huéspedes de Manuel Mantilla y su esposa, Carmen Millares.

### El Partido Revolucionario Cubano
Martí logró llevarse consigo a su esposa e hijo el 3 de marzo de 1880. Permanecen juntos hasta el 21 de octubre, en que Carmen y José Francisco regresan a Cuba. Una semana después resultó elegido vocal del Comité Revolucionario Cubano, del cual asumió la presidencia al sustituir a García, quien había partido hacia Cuba para incorporarse a la fallida Guerra Chiquita.
Entre 1880 y 1890 Martí alcanzaría renombre en América a través de artículos y crónicas que enviaba desde Nueva York a importantes periódicos: La Opinión Nacional de Caracas, La Nación de Buenos Aires y El Partido Liberal de México. Posteriormente decide buscar mejor acomodo en Venezuela, a donde llega el 20 de enero de 1881. En Caracas fundó la Revista Venezolana, de la que pudo editar solo dos números. En el segundo número, Martí escribe un notable ensayo sobre el destacado intelectual Cecilio Acosta que disgusta al presidente Guzmán Blanco, motivo suficiente para ser expulsado del país. En Nueva York trabajó para la casa editorial Appleton como editor y traductor.

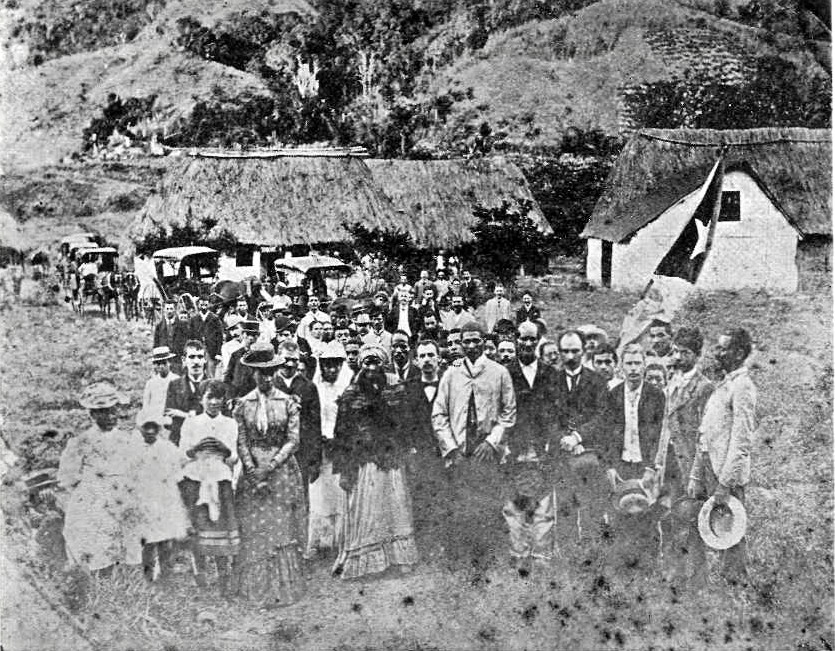
José Martí en una visita de propaganda del Partido Revolucionario Cubano (1892)

A mediados de 1882 reinició la labor de reorganizar a los revolucionarios (los partidarios de la independencia total de Cuba de la metrópoli española), comunicándoselo mediante cartas a Máximo Gómez Báez y Antonio Maceo Grajales. El 2 de octubre de 1884 se reúne por primera vez con ambos líderes y comienza a colaborar en un plan insurreccional diseñado y dirigido por los generales Gómez y Maceo. Luego se separó del movimiento por estar en desacuerdo con los métodos de dirección empleados y las consecuencias que tendrían sobre la futura república cubana, según manifestó.
El 30 de noviembre de 1887 fundó una Comisión Ejecutiva, de la cual fue elegido presidente, encargada de dirigir las actividades organizativas de los revolucionarios. Entre 1887 y 1892, Martí se desempeñó como cónsul de Uruguay en Nueva York. En enero de 1892 redactó las Bases y los Estatutos del Partido Revolucionario Cubano y el 14 de marzo fundó el periódico Patria, órgano oficial del Partido. El 8 de abril de 1892 resultó elegido delegado de esa organización, cuya constitución fue proclamada dos días después, el 10 de abril de 1892.  

### Plan de la Fernandina

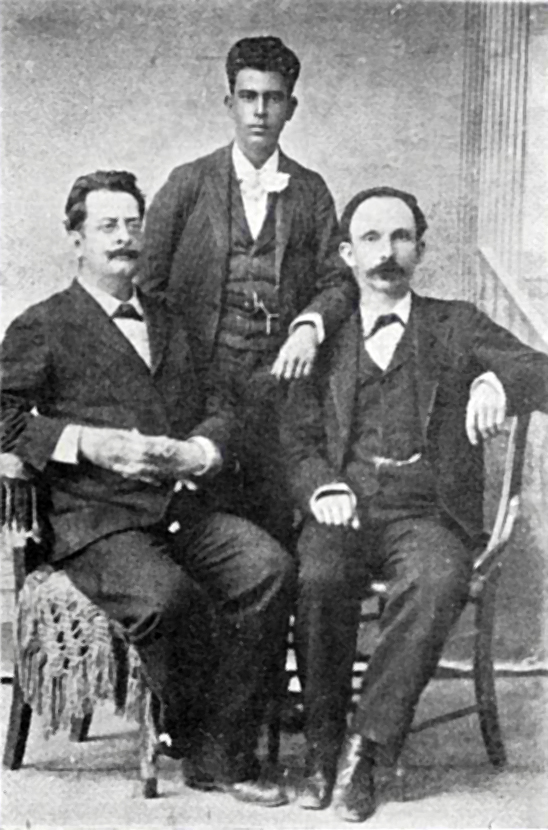
José Martí junto a Fermín Valdés Domínguez y Panchito Gómez Toro en Key West (Estados Unidos) en 1894

En los años 1893 y 1894 recorrió varios países de América y ciudades de Estados Unidos, uniendo a los principales jefes de la guerra de los Diez Años entre sí y con los más jóvenes, y acopiando recursos para la nueva contienda. Desde mediados de 1894 aceleró los preparativos del Plan Fernandina, con el cual pretendía promover una guerra corta, sin grandes desgastes para los cubanos. El 8 de diciembre de 1894 redactó y firmó, conjuntamente con los coroneles Mayía Rodríguez (en representación de Máximo Gómez) y Enrique Collazo (en representación de los patriotas de la isla), el plan de alzamiento en Cuba. El Plan Fernandina fue descubierto e incautadas las naves con las cuales se iba a ejecutar. A pesar del gran revés que ello significó, Martí decidió seguir adelante con los planes de pronunciamientos armados en la Isla, siendo apoyado por todos los principales jefes de las guerras anteriores.

### Levantamiento de 1895
El 29 de enero de 1895, junto con Mayía y Collazo, firmó la orden de alzamiento y la envió a Juan Gualberto Gómez para su ejecución. Partió de inmediato de Nueva York a Montecristi, en República Dominicana, donde lo esperaba Máximo Gómez, con quien firmó el 25 de marzo de 1895 un documento conocido como Manifiesto de Montecristi, programa de la nueva guerra. Ambos líderes llegan a Cuba el 11 de abril de 1895, por Playitas de Cajobabo, Baracoa, al sureste de la antigua provincia de Oriente.
Tres días después del desembarco, hicieron contacto con las fuerzas del comandante Félix Ruenes. El 15 de abril de 1895 los jefes allí reunidos bajo la dirección de Gómez, acordaron conferir a Martí el grado de mayor general por sus méritos y servicios prestados.
El 28 de abril de 1895, en el campamento de Vuelta Corta, en Guantánamo (extremo este de la provincia de Oriente), junto con Gómez firmó la circular «Política de guerra». Envió mensajes a los jefes indicándoles que debían enviar un representante a una asamblea de delegados para elegir un gobierno en breve tiempo. El 5 de mayo de 1895 tuvo lugar la reunión de La Mejorana con Gómez y Maceo, donde se discutió la estrategia a seguir. El 14 de mayo de 1895 firmó la «Circular a los jefes y oficiales del Ejército Libertador», último de los documentos organizativos de la guerra, la que elaboró también con Máximo Gómez.
El día 18 de mayo, en el Campamento de Dos Ríos, Martí escribe su última carta a su amigo Manuel Mercado, ese documento se le conoce como su testamento político, en un fragmento de la carta Martí expresa:

... ya estoy todos los días en peligro de dar mi vida por mi país, y por mi deber —puesto que lo entiendo y tengo ánimos con que realizarlo— de impedir a tiempo con la independencia de Cuba que se extiendan por las Antillas los Estados Unidos y caigan, con esa fuerza más, sobre nuestras tierras de América. Cuanto hice hasta hoy, y haré, es para eso. En silencio ha tenido que ser, y como indirectamente, porque hay cosas que para lograrlas han de andar ocultas...

### Muerte

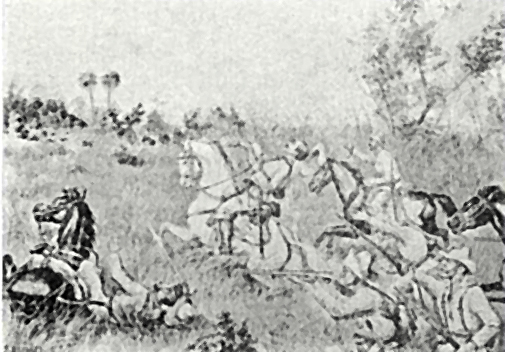
Ilustración reproduciendo la muerte de Martí

El 19 de mayo de 1895 una columna española se desplegó en la zona de Dos Ríos, cerca de Palma Soriano, donde acampaban los cubanos. Martí marchaba entre Gómez y el mayor general Bartolomé Masó. Al llegar al lugar de la acción, Gómez le indicó detenerse y permanecer en el lugar acordado. No obstante, en el transcurso del combate, se separó de las fuerzas cubanas. Martí cabalgó, sin saberlo, hacia un grupo de españoles ocultos en la maleza y fue alcanzado por tres disparos que le provocaron heridas mortales. Su cadáver no pudo ser rescatado por los mambises (soldados cubanos). Tras varios entierros, fue finalmente sepultado el día 27, en el nicho número 134 de la galería sur del cementerio de Santa Ifigenia, en Santiago de Cuba.
El periódico La Correspondencia de España, en su edición del viernes 24 de mayo de 1895, narraba así su muerte: 
"La columna de Sandoval que tuvo el encuentro con los insurrectos cerca del rio Contramaestre, la formaban unos 500 hombres, con fuerzas del segundo y novenos batallones peninsulares y un escuadrón de caballería de Hernán Cortés. Fuerzas de caballería del regimiento de Hernán Cortés, aprehendió a un espía que llevaba cartas para Martí y Máximo Gómez de Maceo. Súpose por el espía que varias partidas reunidas, formando un total de 800 jinetes, estaban en el poblado de Dos Ríos. Salió de seguida para aquel punto la columna mandada por el coronel Sandoval, la cual caminó tan velozmente y tomando tantas precauciones para no ser divisada, que cayó sobre los insurrectos sin darles tiempo más que para aceptar atropelladamente el combate. El combate duró dos horas. Martí, que viendo a los suyos vacilar les arengaba revólver en mano, cayó herido por dos balazos, uno en el cuello y otro en el pecho, que le disparó con admirable puntería el práctico Oliva. El cadáver de Martí será embalsamado y conducido a Santiago, a fin de convencer a la gente de la certeza de haber sido muerto tan renombrado jefe insurrecto."  

#### Acta de defunción de José Martí
Copia literal

"... «En el cementerio general de la ciudad de Santiago de Cuba, a los 27 días del mes de Mayo de 1895, constituidos en el mismo a las ocho de la mañana, el señor coronel D. José Ximénez de Sandoval, jefe de la columna que dió la acción de Dos Ríos el 19 del corriente mes, comandante de Infantería del primer batallón del regimiento de Cuba número 65 D. Manuel Tejerizo Cabrero, el comandante capitán de caballería ayudante del Excmo. Señor general D. Jorge Garrich, D. Enrique Ubieta Mauri, el capitán de infantería D. Enrique Satué y Carbonell, a las órdenes del citado coronel Ximénez de Sandoval, y el doctor en medicina y cirugía D. Pablo A. de Valencia Fons, se procedió, según orden del Excmo. Señor general gobernador de esta plaza, a la identificación y enterramiento del cadáver del titulado presidente de la Cámara insurrecta, D. José Martí.

Los señores presentes, que en su mayor parte conocieron en vida al difunto Martí, por haberlo tratado unos recientemente y otros con anterioridad, declararon unánimemente ser el cadáver expuesto ante su vista el del que en vida fue D. José Martí.

En tal virtud, y verificada la identificación, dispuso el señor coronel antes citado se procediera a darle cristiana sepultura, como así se verificó a presencia de los dichos señores y numeroso grupo de vecinos de esta ciudad, en el núm. 134 de la galería Sur.

Y cumpliendo lo ordenado por S.E., firmamos esta acta para los efectos que procedan y constancia en lo porvenir.- Manuel Tejerizo.- Enrique Ubieta Mauri.- Enrique Satué.- Pablo A. de Valencia.- José X. de Sandoval.»..."

Antes, el coronel Sandoval había dicho:

Señores: ante la muerte, cuando pelean hombres de hidalga condición como nosotros, desaparecen los odios y rencores. Nadie que se sienta inspirado de nobles sentimientos debe ver en estos yertos despojos un enemigo, sino un cadáver. Los militares españoles luchan hasta morir, pero tienen consideración para el vencido y honores para el muerto.

Seguidamente anunció que “se costearía por los españoles una lápida para el nicho que ocupan los restos de Martí.”

### Enfermedades
La salud de José Martí no era estable. Estudios recientes realizados han mostrado que padecía sarcoidosis, diagnosticada en España a los dieciocho años. Probablemente a partir de esta enfermedad padeció afectaciones oculares, del sistema nervioso, problemas cardíacos y fiebre. También se ha investigado que padecía un sarcocele (cualquier tumor del testículo; término en desuso), con acumulación de líquido alrededor del tumor. Para aliviar sus dolores los médicos puncionaban el tumor con periodicidad. Finalmente fue operado por el doctor Francisco Montes de Oca en México, que le realizó una exéresis (extirpación) total del testículo afectado (orquiectomía).

## Descendencia

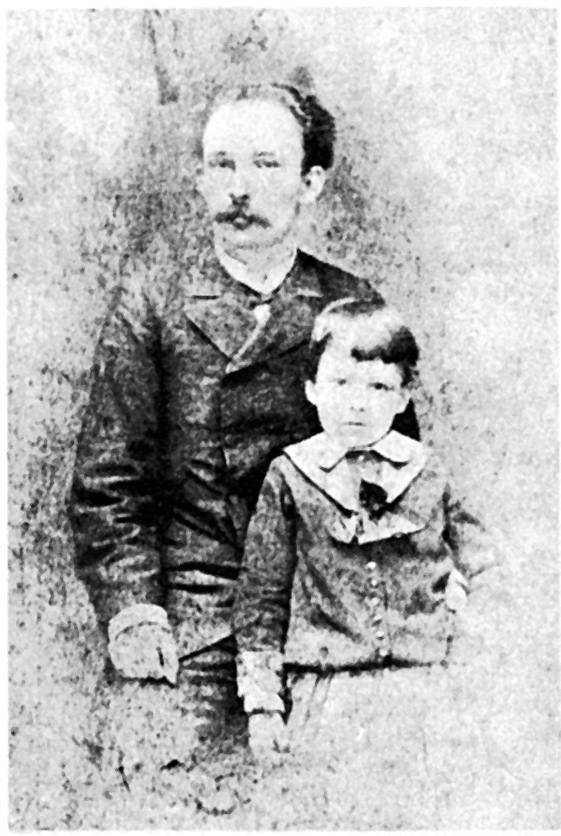
José Martí junto a su hijo José Francisco en Nueva York (1885)

En 1876 Martí se casó con Carmen Zayas Bazán, con quien tuvo un solo hijo: José Francisco Martí Zayas-Bazán, apodado Ismaelillo (1878-1945). José Francisco se alistó en el Ejército Cubano durante la guerra de 1895, a los diecisiete años tan pronto como averiguó que su padre había muerto. En ese momento estudiaba en el Rensselaer Institute of Technology, en Troy, Nueva York. Se unió a las fuerzas del general Calixto García y con gran modestia declinó usar a Baconao, el caballo blanco de su padre, el cual le había sido enviado por Salvador Cisneros Betancourt. Calixto García Íñiguez lo promovió a capitán por su valor en la batalla de Las Tunas. Fue asistente de William Taft antes de que este fuera presidente de Estados Unidos. Durante la república, alcanzó el rango de general y fue Secretario de Defensa y de la Marina, bajo el mando de su amigo íntimo Mario García Menocal, en 1921.

## Obra literaria
Fue el iniciador del modernismo, movimiento que integraron José Asunción Silva (Colombia), Rubén Darío (Nicaragua), Francisco Gavidia (El Salvador), Julián del Casal (Cuba), Manuel Gutiérrez Nájera (México), Manuel de Jesús Galván (República Dominicana), Enrique Gómez Carrillo (Guatemala), José Santos Chocano (Perú), Manuel González Prada (Perú) y Rufino Blanco Fombona (Venezuela), entre otros.

### Poesía

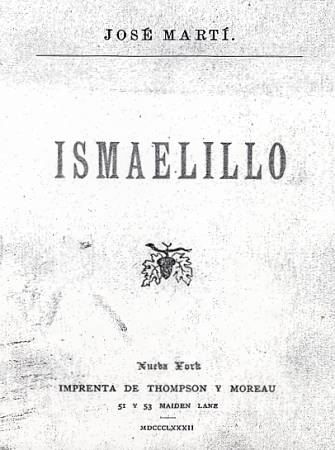
Edición de Ismaelillo publicada en Nueva York en 1882

- Ismaelillo (1882)
- Versos libres (1882)
- Versos sencillos (1891)
- Edad de oro (1878-1882)
- Flores del destierro (1878-1895)

### Ensayo
- Marido para mi hermanita
- El presidio político en Cuba (1871)
- Nuestra América (1891)

Cabe también destacar su obra epistolar, por lo general bien apreciada literaria y conceptualmente. Se incluye entre sus obras La Edad de Oro. Publicación Mensual de Recreo e Instrucción Dedicada a los Niños de América, de la cual fue redactor (julio de 1889).

### Novela
- Amistad funesta (1885)

### Publicaciones de José Martí
- 1869 enero: Abdala
- 1869 enero: "10 de octubre"
- 1871: El presidio político en Cuba
- 1873: La República Española ante La Revolución Cubana
- 1875: Amor con amor se paga
- 1882: Ismaelillo
- 1882 febrero: Ryan vs. Sullivan
- 1882 febrero: Un incendio gracioso
- 1882 julio: El ajusticiamiento de Guiteau
- 1883 enero: "Batallas de la Paz"
- 1883 marzo: "Que son graneros humanos"
- 1883 marzo: Karl Marx ha muerto
- 1883 marzo: El Puente de Brooklyn
- 1883 septiembre: "En Coney Island se vacía Nueva York"
- 1883 diciembre: "Los políticos de oficio"
- 1883 diciembre: "Buffalo Bill"
- 1884 abril: "Los caminadores"
- 1884 noviembre: Norteamericanos
- 1884 noviembre: El juego de pelota de pies
- 1885 enero: Teatro en Nueva York
- 1885 marzo: "Una gran rosa de bronce encendida"
- 1885 marzo: Los fundadores de la constitución
- 1885 junio: "Somos pueblo original"
- 1885 agosto: "Los políticos tiene sus púgiles"
- 1886 mayo: Las revueltas anarquistas de Chicago
- 1886 septiembre: "La enseñanza"
- 1886 octubre: "La Estatua de la Libertad"
- 1887 abril: El poeta Walt Whitman
- 1887 abril: El Madison Square
- 1887 noviembre: Ejecución de los dirigentes anarquistas de Chicago
- 1887 noviembre: La gran nevada
- 1888 mayo: El ferrocarril elevado
- 1888 agosto: Verano en Nueva York
- 1888 noviembre: "Ojos abiertos, y gargantas secas"
- 1888 noviembre: "Amanece y ya es fragor"
- 1889: La edad de oro
- 1889 mayo: El centenario de George Washington
- 1889 julio: Bañistas
- 1889 agosto: "Nube Roja"
- 1889 septiembre: "La caza de negros"
- 1890 noviembre: "El jardín de las orquídeas"
- 1891 octubre: Versos sencillos
- 1891 enero: "Nuestra América"
- 1894 enero: "¡A Cuba!"
- 1895: Manifiesto de Montecristi- coautor con Máximo Gómez.

### Obra póstuma
- Adúltera
- Versos libres

#### Martí y la Niña de Guatemala

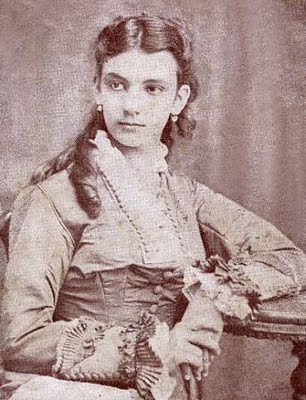
María García Granados y Saborío, hija del general Miguel García Granados y sobrina de la hermana del general, la periodista y poetisa María Josefa García Granados, se enamoró de Martí cuando este llegó a Guatemala, y su temprana muerte dio origen a la leyenda de La Niña de Guatemala.

El 10 de mayo de 1878 murió la guatemalteca María García Granados y Saborío, lo que daría lugar a una triste leyenda inspirada por los amores frustrados entre Martí y María. Martí dejó su tristeza plasmada en el poema IX de sus Versos Sencillos.
Además de los versos de Martí de 1891, existen documentos que han contribuido a esclarecer parcialmente el episodio:
- Otros dos poemas, que le dedicara Martí a María antes de su fallecimiento.
- Algunos testimonios de amigos comunes.
- Un pequeño mensaje que María le hiciera llegar al cubano al regresar él casado, procedente de México.
- Una carta en que Martí la recordaba dolorosamente, dirigida a su amigo Manuel Mercado.
- Un personaje de su única novela.

Sobre María, Martí escribió:

Guatemala, 1877

| Si en la fiesta teatral —corrido el velo— Desciende la revuelta escalinata, Su pie semeja cisne pequeñuelo Que el seno muestra de luciente plata. […] Quisiera el bardo, cuando al sol la mece, Colgarle al cuello esclavo los amores; ¡Si se yergue de súbito, parece Que la tierra se va a cubrir de flores! ¡Oh! Cada vez que a la mujer hermosa Con fraternal amor habla el proscripto, Duerme soñando en la palmera airosa, Novia del Sol en el ardiente Egipto. |

| Y en un segundo poema de mayo de 1877: Amo el bello desorden, muy más bello Desde que tú, la espléndida María, Tendiste en tus espaldas el cabello, ¡Como una palma al destocarse haría! Desempolvo el laúd, beso tu mano Y a ti va alegre mi canción de hermano. ¡Cuán otro el canto fuera Si en hebras de tu trenza se tañera! |

Tomado de: Martínez, M.B. Viejos datos reverdecen la leyenda: Martí y la Niña.
La historia se inicia cuando Martí, con solo veinticuatro años, llegó a Guatemala procedente de México. En el país azteca había tenido éxito profesional como periodista y escritor y se había reencontrado con su familia tras su deportación política a España (1871-1875). En Guatemala conoce a la actriz dramática Eloísa Agüero y, finalmente, se compromete en matrimonio con su futura esposa, Carmen. En realidad, arribaba a tierra centroamericana tras su decepción política frente al gobierno autoritario de Porfirio Díaz, aunque luego terminaría decepcionándole también el gobierno de Justo Rufino Barrios. Al llegar a Guatemala no deja de manifestar una visión crítica respecto a la inferiorización de que ha sido objeto la mujer en ese país: en un artículo denominado «Los códigos nuevos», publicado en El Progreso, el 22 de abril de 1877 realiza una reflexión a pedido de Joaquín Macal, ministro de Relaciones Exteriores de Guatemala: «¿Cuál es el primero de los lastres coloniales de la legislación depuesta que menciona? El poder omnímodo del señor bestial sobre la esposa venerable. Da la patria potestad a la mujer, la capacita para atestiguar y, obligándola a la observancia de la ley, completa su persona jurídica. ¿La que nos enseña la ley del cielo, no es capaz de conocer la de la tierra?».
Así pues, centró su atención en las damas guatemaltecas de «andar indolente, de miradas castas, vestidas como las mujeres del pueblo, con las trenzas tendidas sobre el manto, que ellas llaman pañolón; la mano ociosa contando a las puntas flotantes del manto los goces infantiles o las primeras penas de su dueña»; y cuando encontró a María García Granados, una dama semejante, pero más cosmopolita e ilustrada, quedó inmediatamente prendado de ella. He aquí algunas descripciones de la señorita García Granados:
- M.B. Martínez: «Era una joven interesantísima. Llevé a Martí a un baile de trajes, que se daba en casa de García Granados, a los dos días de haber llegado [por primera vez] a Guatemala; estábamos los dos de pie, en uno de los hermosos salones, viendo desfilar las parejas [cuando vimos venir] del brazo dos hermanas señoritas. Me preguntó Martí, “¿Quién es esa niña vestida de egipcia?” —“Es María, hija de la casa” [le contesté]. La detuve y le presenté a mi amigo y paisano Martí, y se encendió la chispa eléctrica».[5]
- José María Izaguirre la describió así: «Era alta, esbelta y airosa: su cabello negro como el ébano, abundante, crespo y suave como la seda; su rostro, sin ser soberanamente bello, era dulce y simpático; sus ojos profundamente negros y melancólicos, velados por pestañas largas, revelaban una exquisita sensibilidad. Su voz era apacible y armoniosa, y sus maneras tan afables, que no era posible tratarla sin amarla. Tocaba el piano admirablemente, y cuando su mano resbalaba con cierto abandono por el teclado, sabía sacar de él notas que parecían salir de su alma y pasaban a impresionar el alma de sus oyentes».[8]

José María Izaguirre, cubano que quien vivía en Guatemala en ese tiempo y era director del entonces prestigioso Instituto Nacional Central para Varones, nombró a Martí profesor de Literatura y de Ejercicios de Composición. Izaguirre, además de ocuparse de las labores docentes, organizaba veladas artísticas y literarias a las que Martí asistía con frecuencia. Allí fue donde conoció a María el 21 de abril de 1877: una hermosa adolescente, siete años menor que él. El padre de ella, el general Miguel García Granados había sido presidente unos cuantos años antes y gozaba de mucho prestigio en la sociedad guatemalteca del gobierno de Barrios; pronto se hizo amigo del emigrado cubano y lo invitaba a su residencia a jugar al ajedrez con frecuencia, oportunidades en que Martí se encontraba con María.
A fines de 1877, Martí se fue a México y regresó hasta inicios del siguiente año, ya casado con Carmen. Lo que sucedió después de su matrimonio, ha sido comentado con posterioridad también por quienes presenciaron los hechos José María Izaguirre, por ejemplo, se propuso fortalecer el mito de muerte por amor: «Cuando Martí regresó con Carmen no fue más a casa del general, pero el sentimiento se había arraigado profundamente en el alma de María, y no era ella del temple de las que olvidan. Su pasión se encerraba en este dilema: verse satisfecha, o morir. No pudiendo verificarse lo primero, le quedaba el otro recurso. En efecto, su naturaleza se resintió del golpe, fue decayendo paulatinamente, un suspiro continuo la consumía y, a pesar de los cuidados de la familia y los esfuerzos de la ciencia, después de estar algunos días en cama sin exhalar una queja, su vida se extinguió como el perfume de un lirio».
Cuando Martí consiguió publicar los Versos Sencillos, en 1891, Carmen y su hijo habían ido a visitarlo a Nueva York Poco después, Carmen embarcó hacia La Habana a escondidas, para lo cual solicitó colaboración a las autoridades españolas, produciéndose así la separación irreversible del matrimonio y el alejamiento definitivo de su hijo. Martí entonces le escribió a un amigo: «Y pensar que sacrifiqué a la pobrecita, a María, por Carmen, que ha subido las escaleras del consulado español para pedir protección de mí».
Martí dejó entrever en su poema IX incluso más que una muerte por tristeza: insinúa, alegóricamente, el suicidio de la amante rechazada:
Poema IX

| Quiero, a la sombra de un ala, contar este cuento en flor: la niña de Guatemala, la que se murió de amor. Eran de lirios los ramos; y las orlas de reseda y de jazmín; la enterramos en una caja de seda... Ella dio al desmemoriado una almohadilla de olor; él volvió, volvió casado; ella se murió de amor. Iban cargándola en andas obispos y embajadores; detrás iba el pueblo en tandas, todo cargado de flores... Ella, por volverlo a ver, salió a verlo al mirador; |

| él volvió con su mujer, ella se murió de amor. Como de bronce candente, al beso de despedida, era su frente -¡la frente que más he amado en mi vida!... Se entró de tarde en el río, la sacó muerta el doctor; dicen que murió de frío, yo sé que murió de amor. Allí, en la bóveda helada, la pusieron en dos bancos: besé su mano afilada, besé sus zapatos blancos. Callado, al oscurecer, me llamó el enterrador; nunca más he vuelto a ver a la que murió de amor. |

Tomado de: 
Poemas de José Martí
Aunque persiste la leyenda creada como consecuencia de una interpretación demasiado recta del poema, no existen evidencias documentales de suficiente peso capaces de acreditar que María García Granados atentara contra su vida o, incluso, falleciera producto de un estado psicológico depresivo. Una entrevista con un descendiente de los García Granados, da luz sobre la versión familiar, transmitida por tradición oral: se dice que María, aunque acatarrada, aceptó ir a nadar con su prima, lo que era actividad habitual para ellas, quizá para distraerse de la tristeza en que se hallaba sumida tras el regreso de Martí, ya casado con Carmen. Después del paseo, María empeoró y murió a causa de una enfermedad de las vías respiratorias que, según aseguraba la familia del informante, ya padecía.
No debe dejarse de señalar que todo parece indicar que María no respondía al patrón de muchacha tímida y vulnerable; publicaciones guatemaltecas de la época hablan de su participación relativamente activa como música y cantante fuera del hogar, en actividades artísticas públicas, organizadas por sociedades e instituciones —coincide incluso con la presencia de Martí, quien interviene en una de ellas como orador. Al parecer, se trataba de una joven popular dentro de la sociedad capitalina de la época; María seguía así los pasos de su tía y abuela María Josefa García Granados, quien había muerto en 1848 y que había sido además de poetisa y periodista, muy influyente en los gobiernos de Guatemala. Tras el fallecimiento de María, aparecieron en la prensa guatemalteca varios poemas en calidad de homenaje póstumo, donde los autores confesaban la admiración que en ellos había despertado.

## Visión política

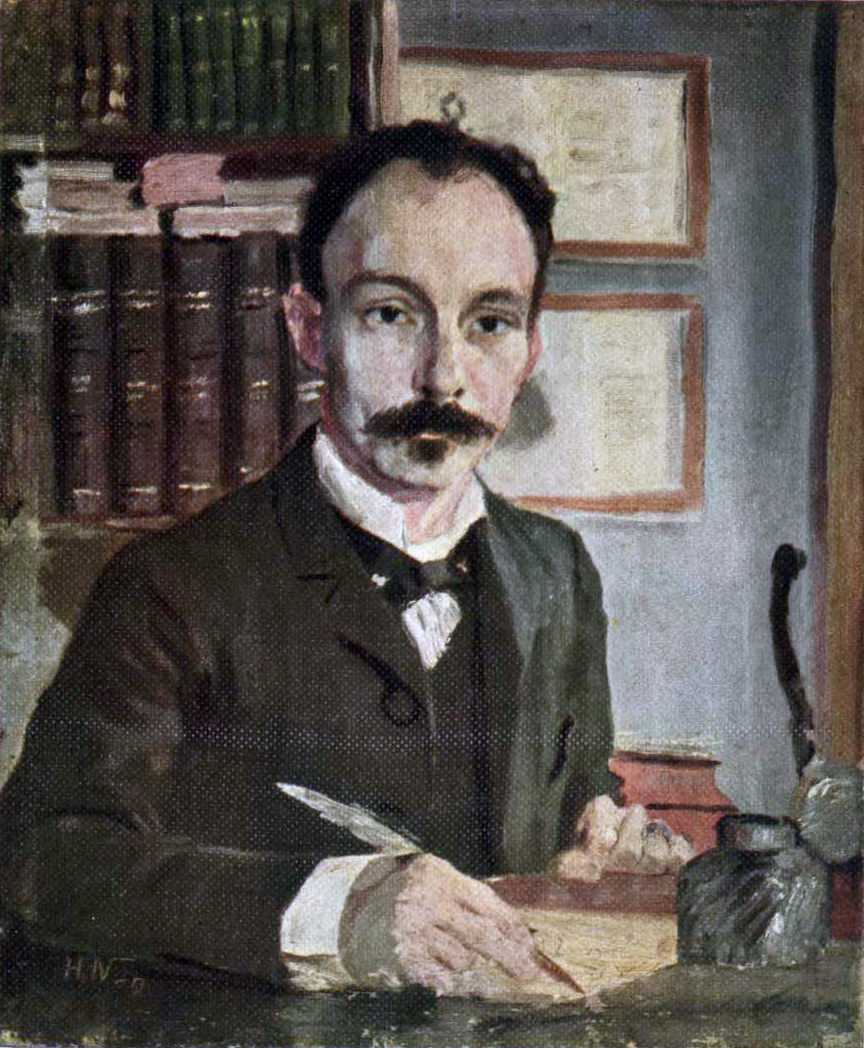
Retrato al óleo de José Martí (1891)

Martí fue liberal clásico y fue afianzando esta posición a lo largo de su vida, desde sus primeros escritos de naturaleza política. También estuvo muy influido por el pensamiento krausista, al que consideraba una extensión filosófica de sus ideas políticas. En Cuba, a partir de 1959 se intentó trazar paralelismos entre el pensamiento de Martí y el marxismo, ideología oficial del partido único que gobierna dicho país. Sin embargo, en vida Martí publicó artículos críticos a Marx y, desde el punto de vista liberal, profundizó en los potenciales abusos de poder que podría traer consigo el socialismo.
En términos generales, la obra política y de propaganda muestra estas tres prioridades: la unidad de todos los cubanos como nación en el proyecto cívico republicano de posguerra; la terminación del dominio colonial español; y evitar expansiones estadounidenses y españolas. Es casi unánime la información sobre su gran capacidad de trabajo y frugalidad, lo que, siendo evidente, junto a su palabra persuasiva, le valió reconocimiento por la mayoría de sus compatriotas. Junto a ello, cabe reseñar su elevada estatura moral, presente por caso en un poema en redondillas de su libro Versos sencillos que se hizo célebre en todo el mundo hispánico:

Cultivo una rosa blanca / en junio como en enero / para el amigo sincero / que me da su mano franca. / Y para el cruel que me arranca / el corazón con que vivo, / cardo ni ortiga cultivo; / cultivo una rosa blanca.

## Pensamiento religioso y filosófico
José Martí no asume una posición antirreligiosa, sino que hace críticas a las religiones establecidas, por sus desviaciones, por el abandono en un momento de su desarrollo histórico de los principios que la originaron y de los fundamentos de la religiosidad.

Un pueblo irreligioso morirá, porque nada en él alimenta la virtud. Las injusticias humanas disgustan de ella; es necesario que la justicia celeste la garantice.

Habiendo recibido Martí una educación religiosa fue capaz de darse cuenta y profundizar en las diferencias estimadas por las distintas religiones, logró demostrar a través de su propia experiencia lo necesario de la conciencia, la razón y la voluntad, elementos que relaciona con claridad en la actuación del hombre en la vida, la que siempre concebía relacionada con la honradez, la justicia y los sentimientos humanos. Las convicciones religiosas las veía con agrado cuando estaban en defensa de los aspectos expresados anteriormente, todo lo que fomentara su limitación y desarrollo constituían un elemento de freno al pensamiento sano y creador del hombre.

### Masonería
José Martí perteneció a la masonería, si bien no fue un miembro especialmente activo. Se inició en 1871, en la logia Armonía núm. 52, del Gran Oriente Lusitano, en Madrid, cuando tenía 18 años.

## Pensamiento pedagógico
Martí expuso que patria es comunidad de intereses, unidad de tradiciones...

## Influencia de Martí

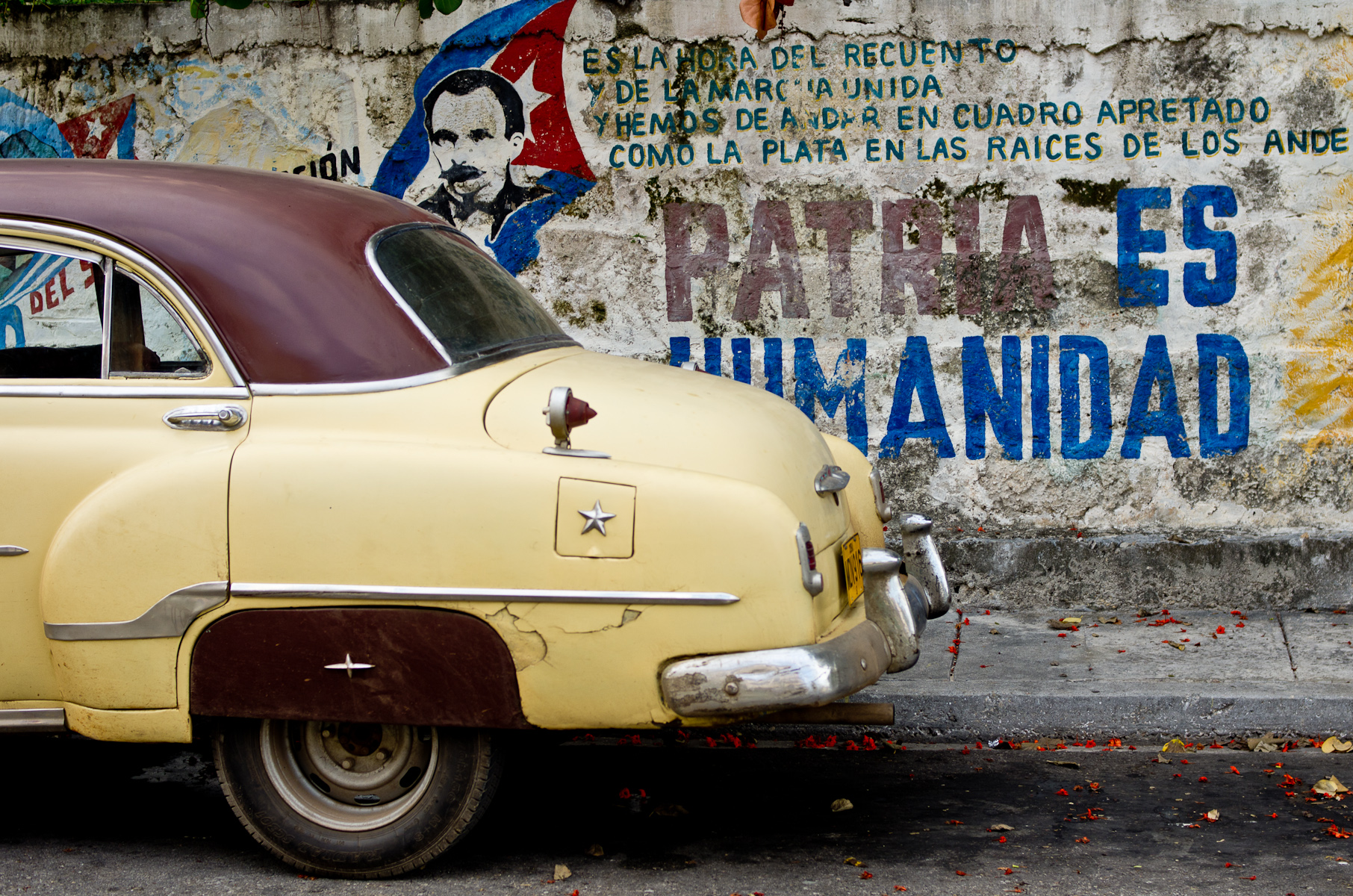
Mural en Varadero

Su influencia en los cubanos es grande. En general es considerado por sus compatriotas como el principal modelador de la nacionalidad cubana tal como la conocemos hoy. Su prestigio se refleja en los títulos que popularmente se le conceden. «El apóstol de la independencia», «el maestro», «héroe nacional», son los más usados.
José Martí es considerado además el precursor del modernismo en Latinoamérica, un movimiento literario que explotaría en la región con Rubén Darío. Esto se observa especialmente en el prólogo que escribe en sus Versos libres, donde defiende el valor de la originalidad de la poesía nacida de las entrañas ("Éstos son mis versos. Son como son. A nadie los pedí prestados.") frente al metodismo de los poetas anteriores.

## Monumentos en su memoria

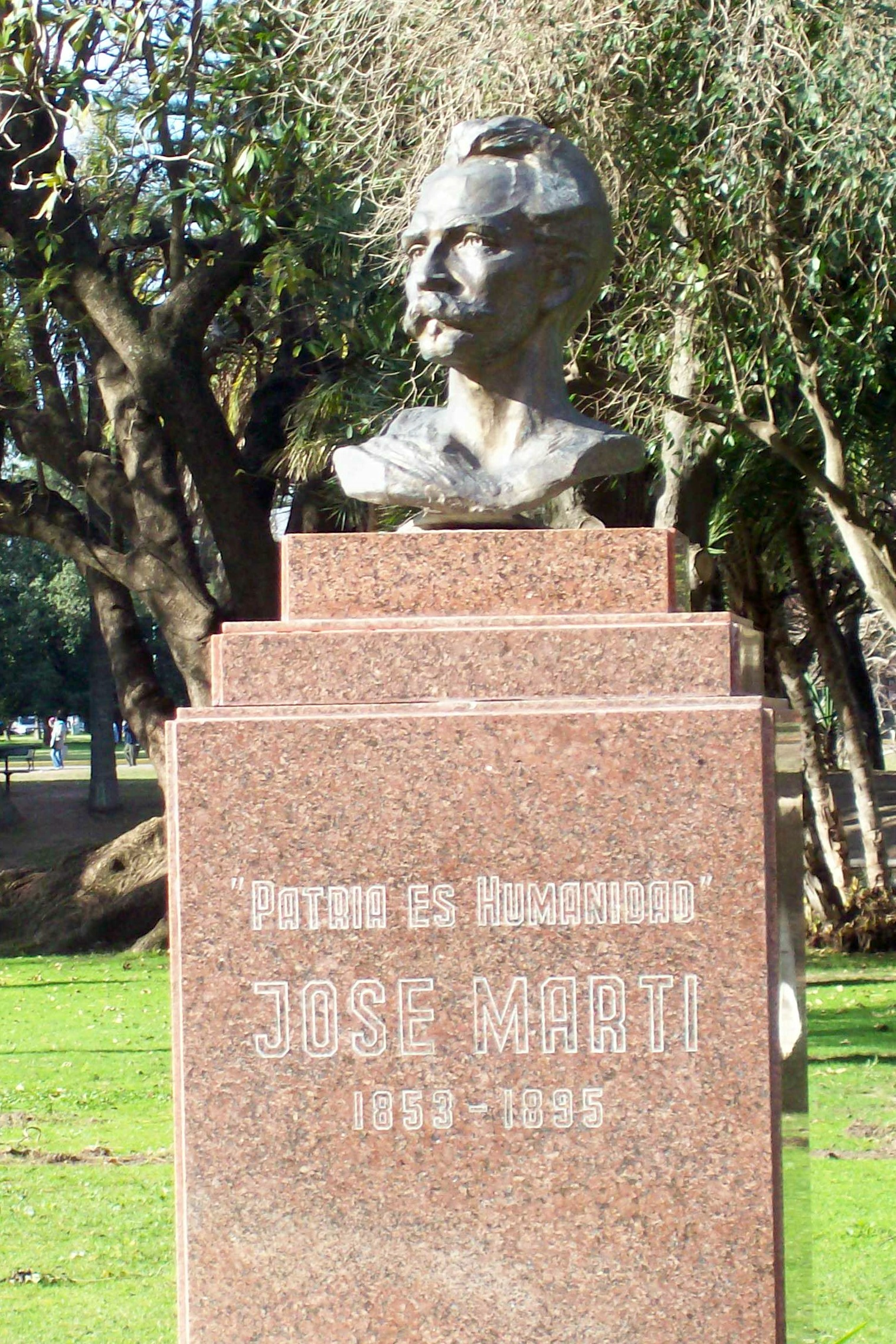
Busto en Buenos Aires (Argentina).
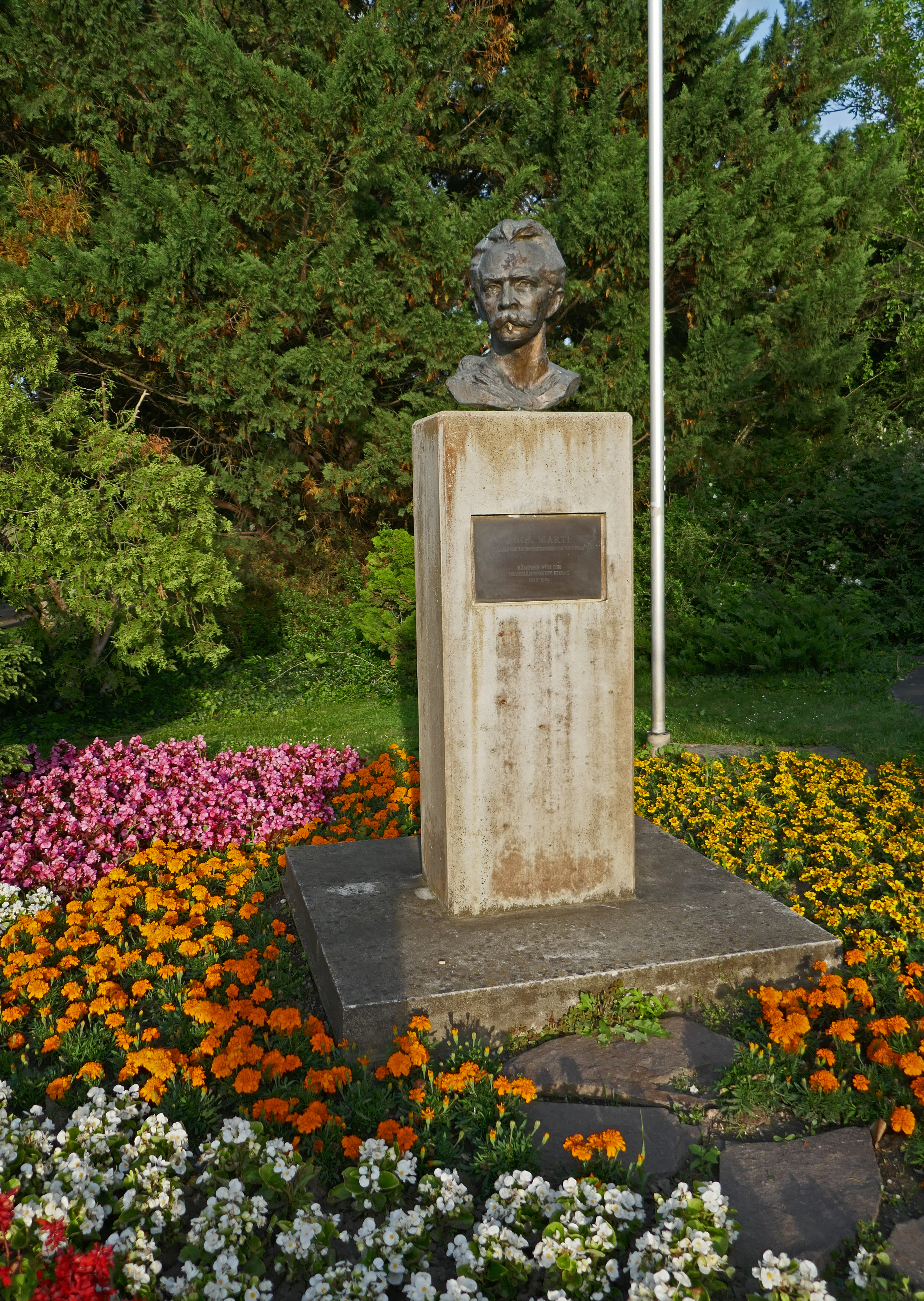
Busto de José Martí en Viena (Austria).
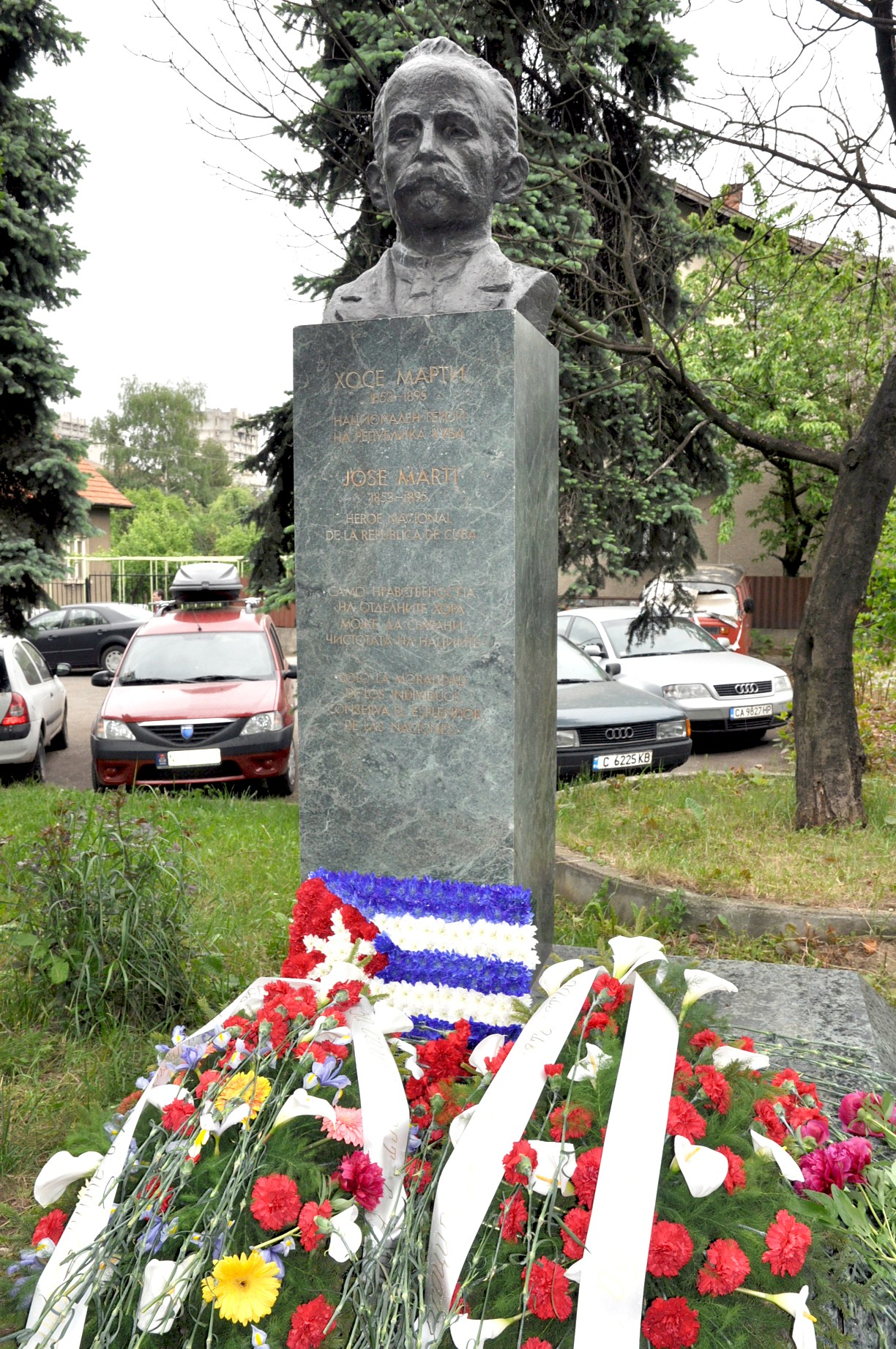
Monumento a José Martí en Sofía (Bulgaria).
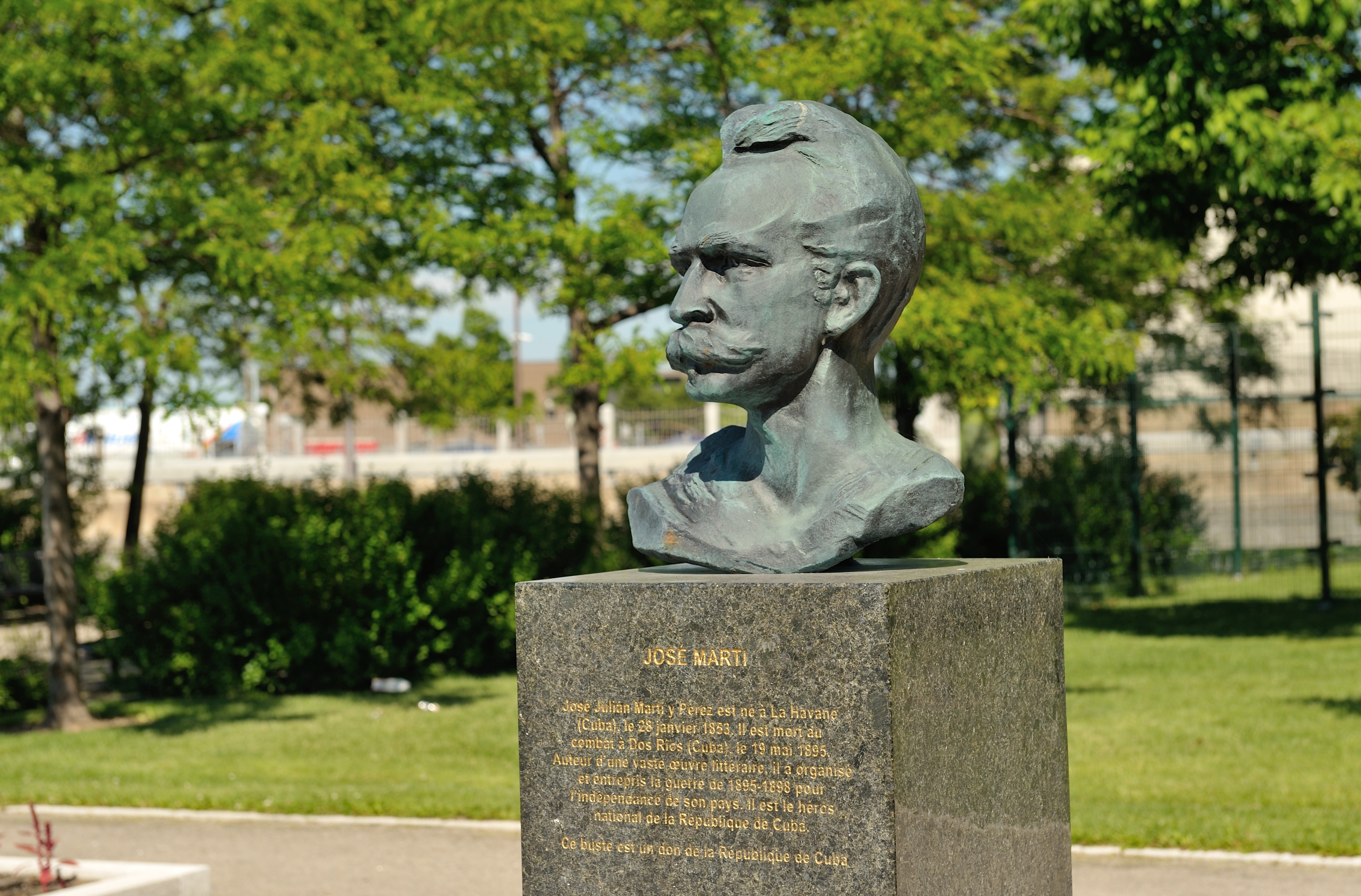
Busto de J. Martí - Quebec (Canadá).
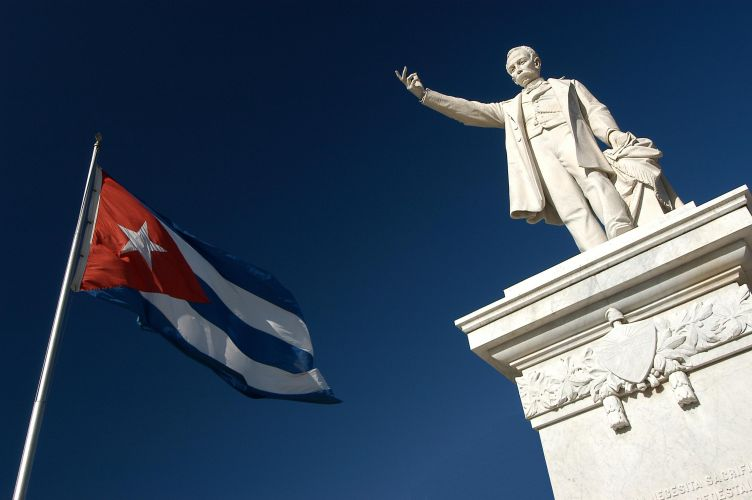
Monumento a José Martí en la ciudad de Cienfuegos (Cuba).
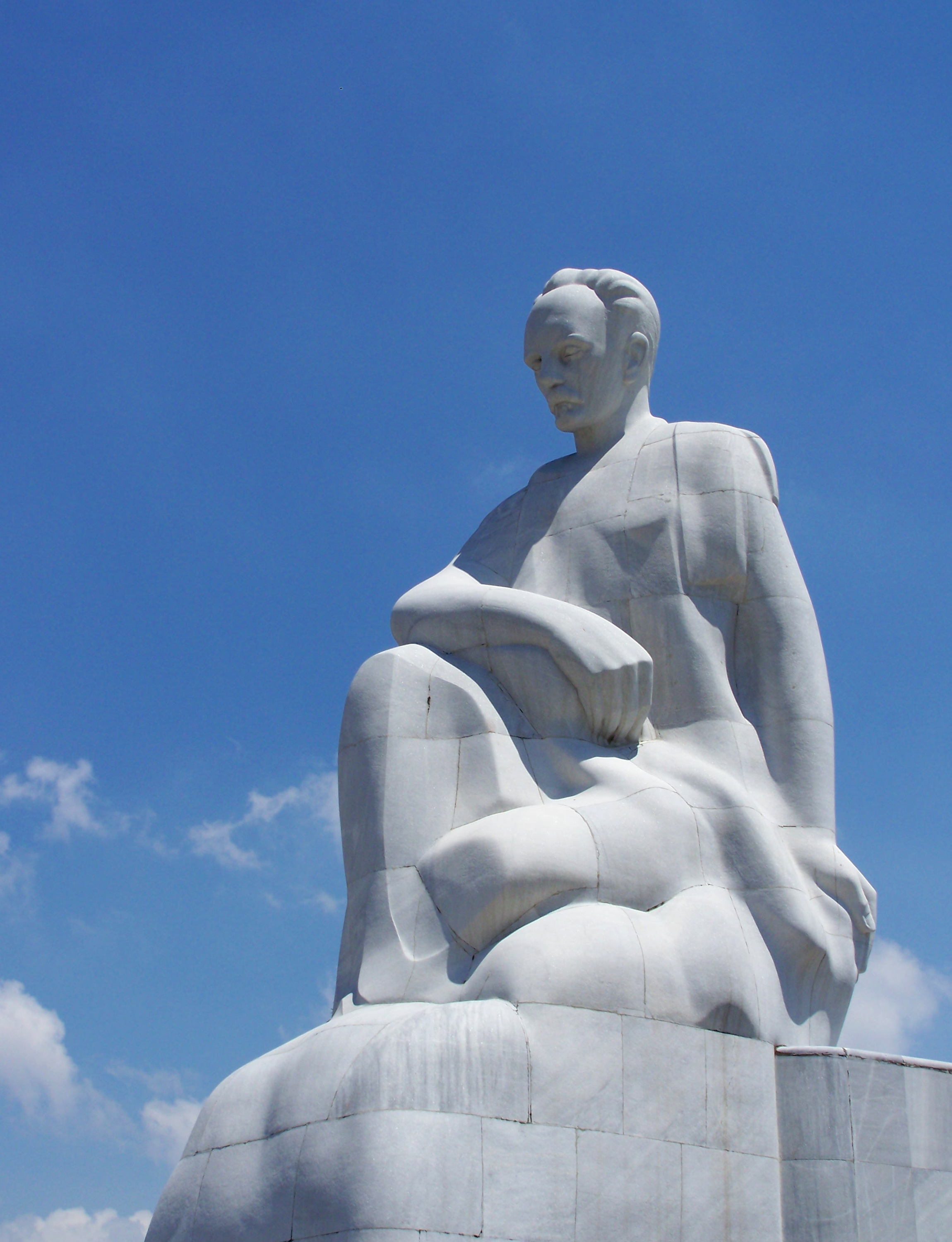
Memorial de José Martí, en Plaza de la Revolución La Habana (Cuba).
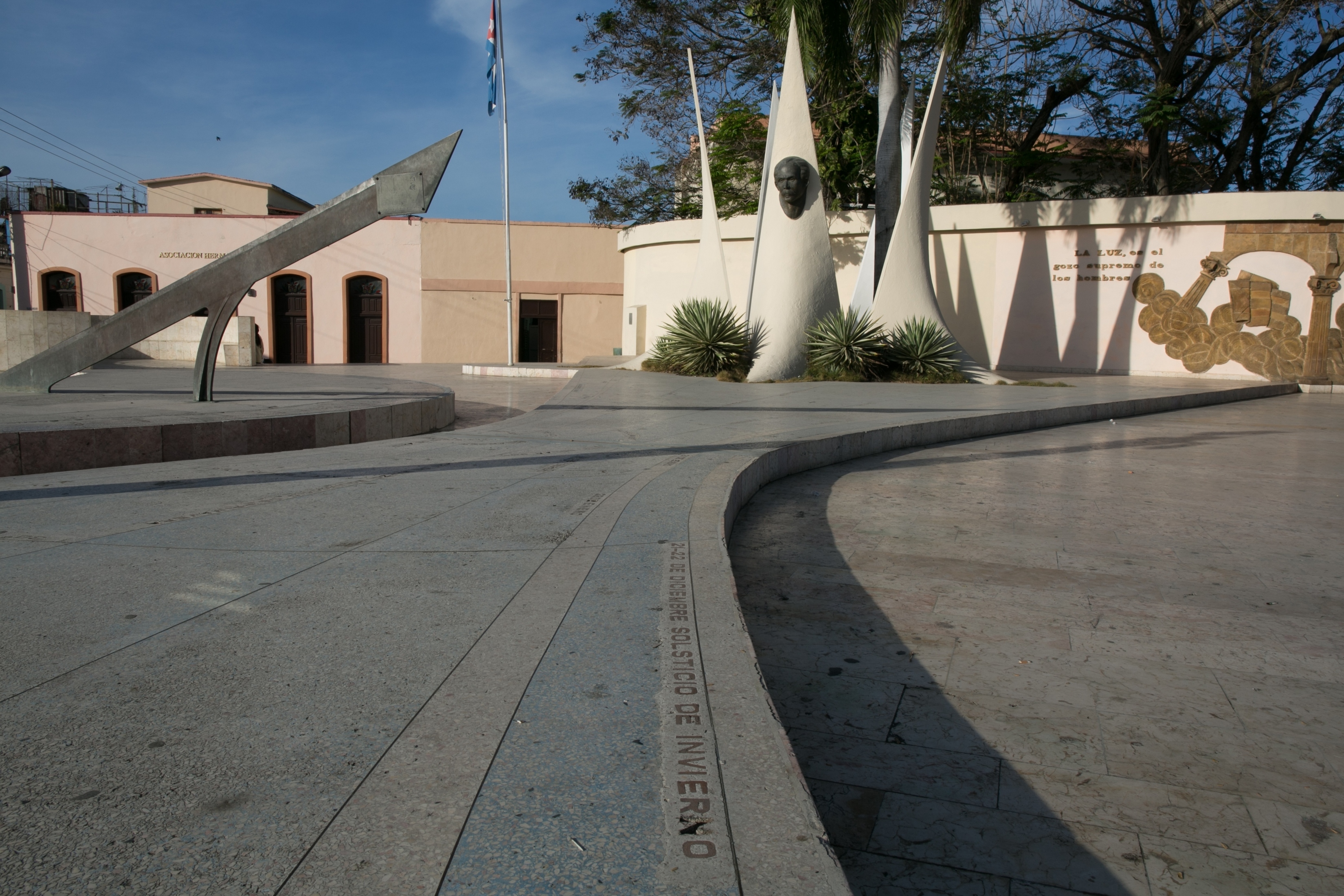
Plaza Martiana y monumento a J. Martí en Las Tunas (Cuba).
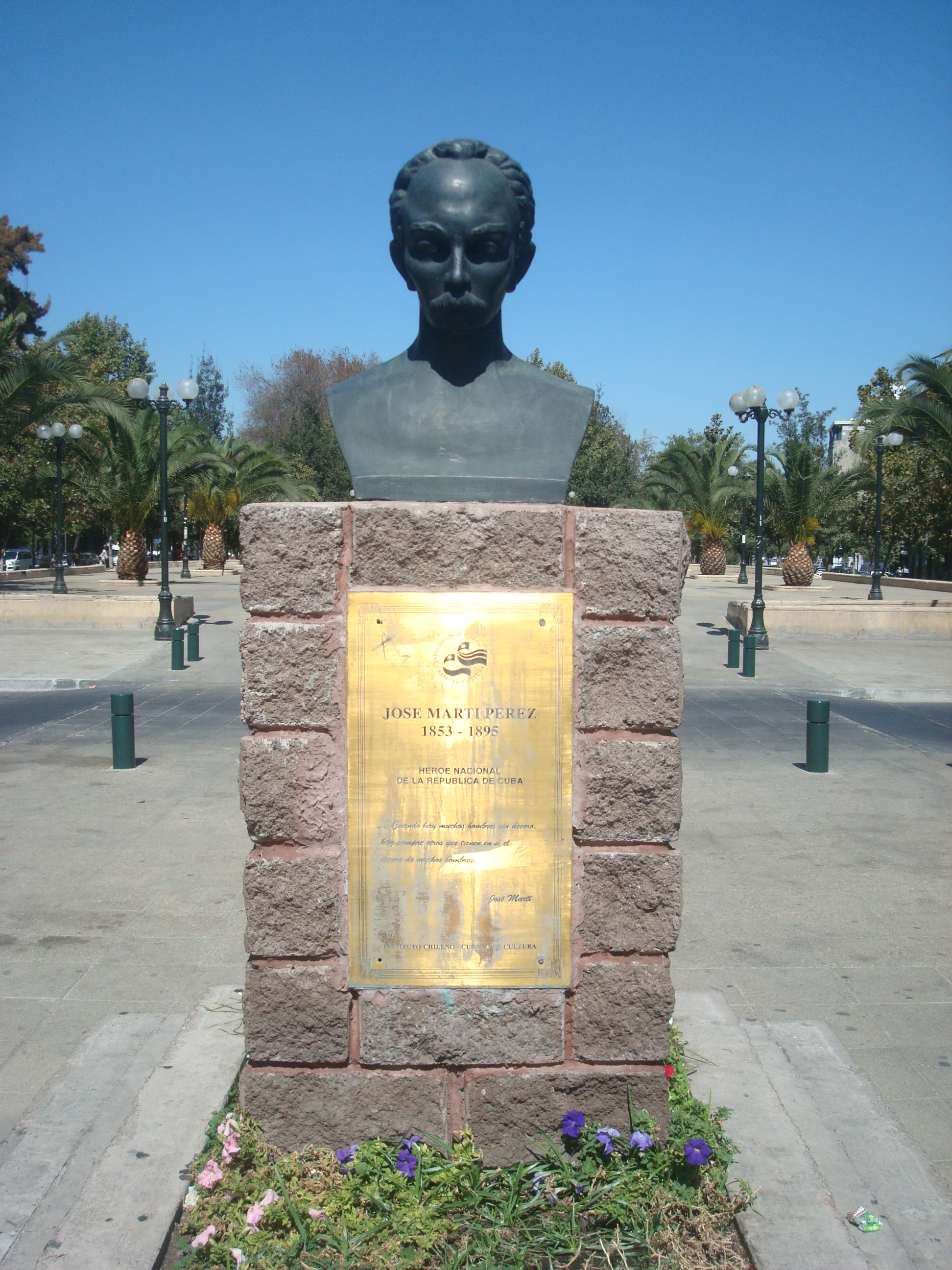
Busto en Parque Bustamante, Santiago (Chile).
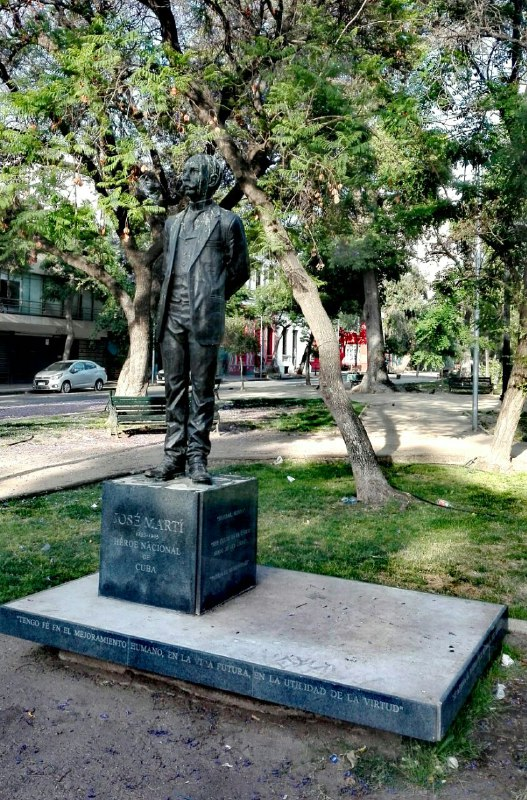
Estatua en Parque Portales, Santiago (Chile).
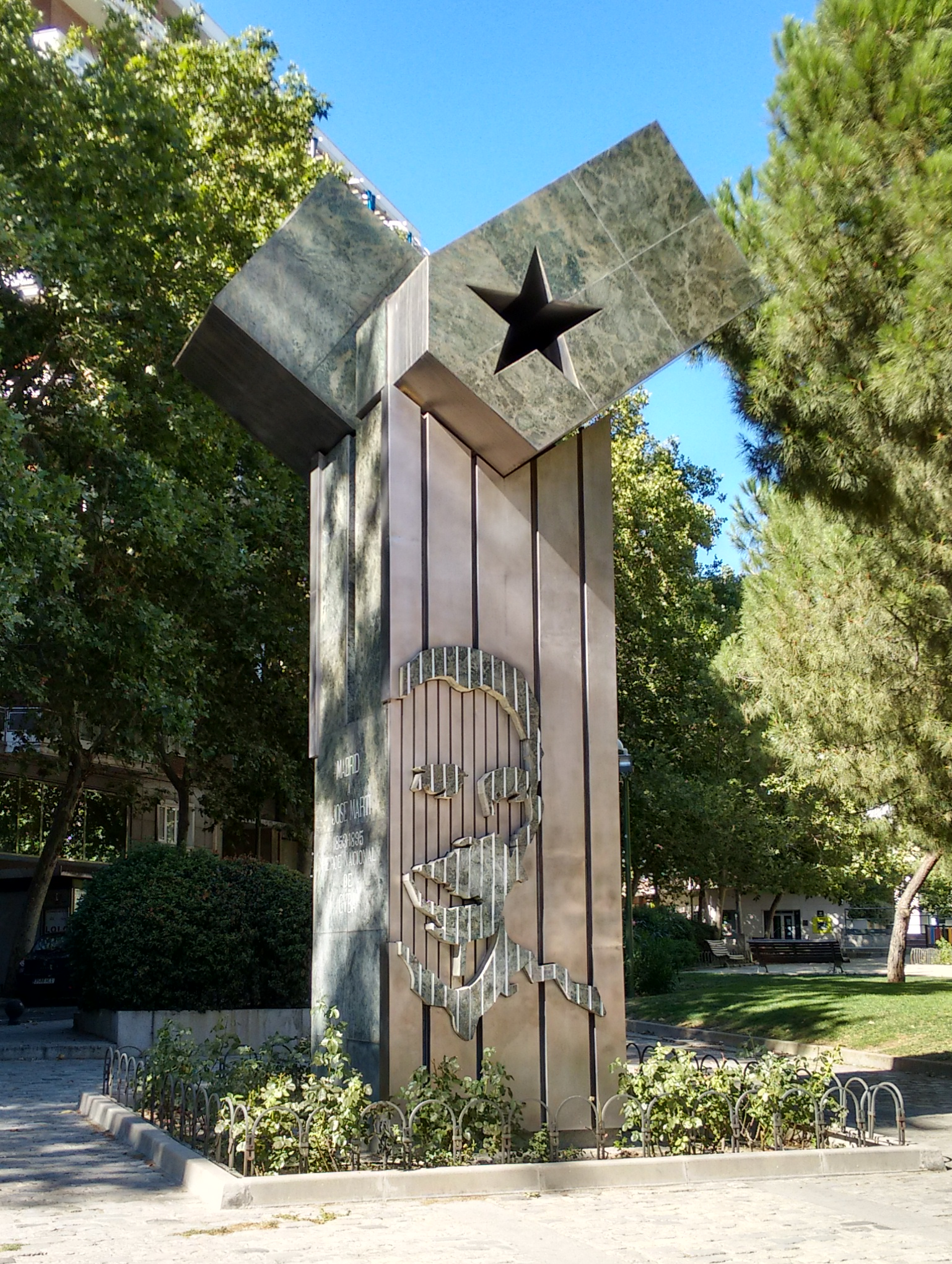
Monumento en Madrid (España).
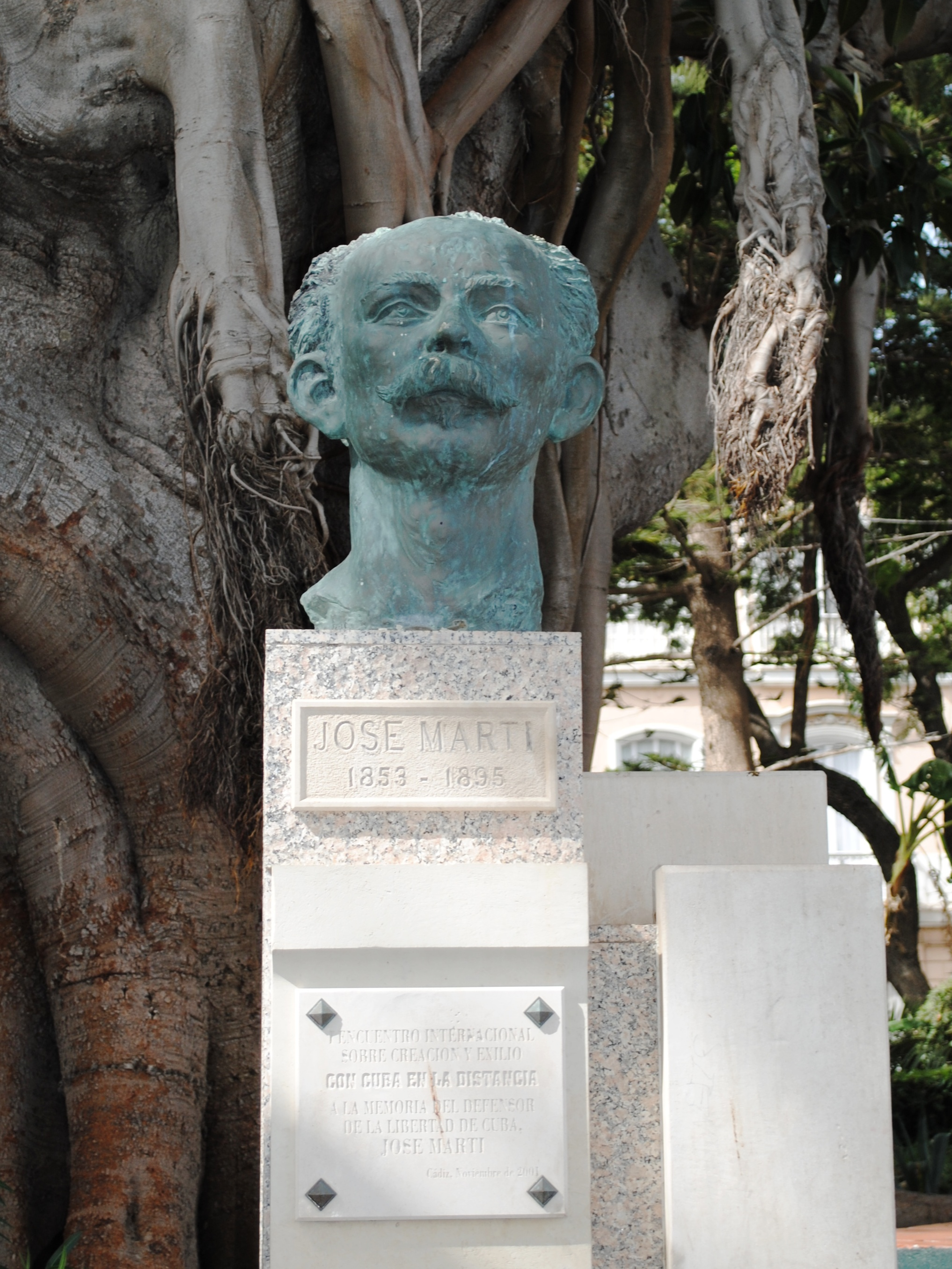
Monumento a Martí en Cádiz (España).
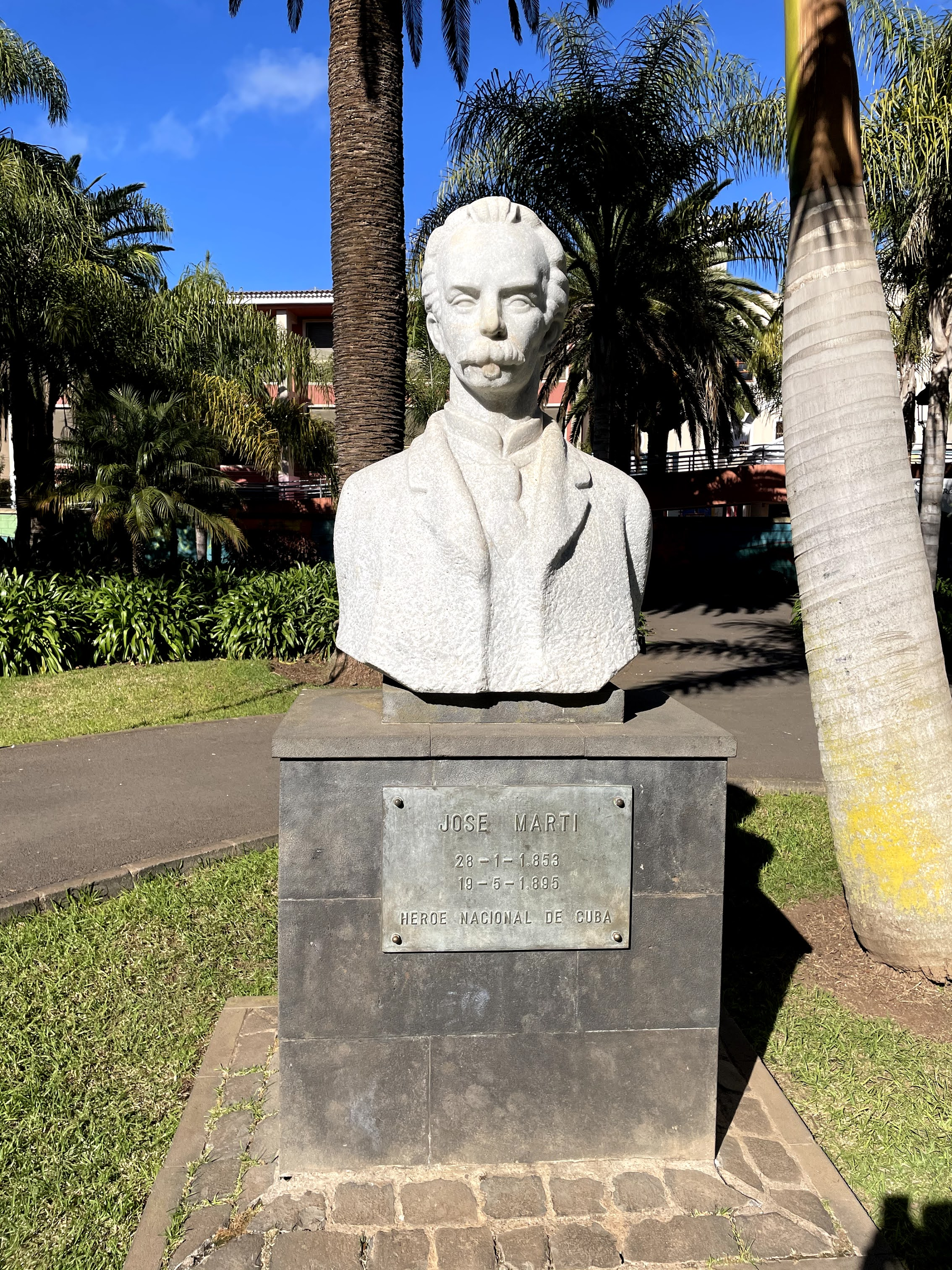
Busto en San Cristóbal de La Laguna (España).
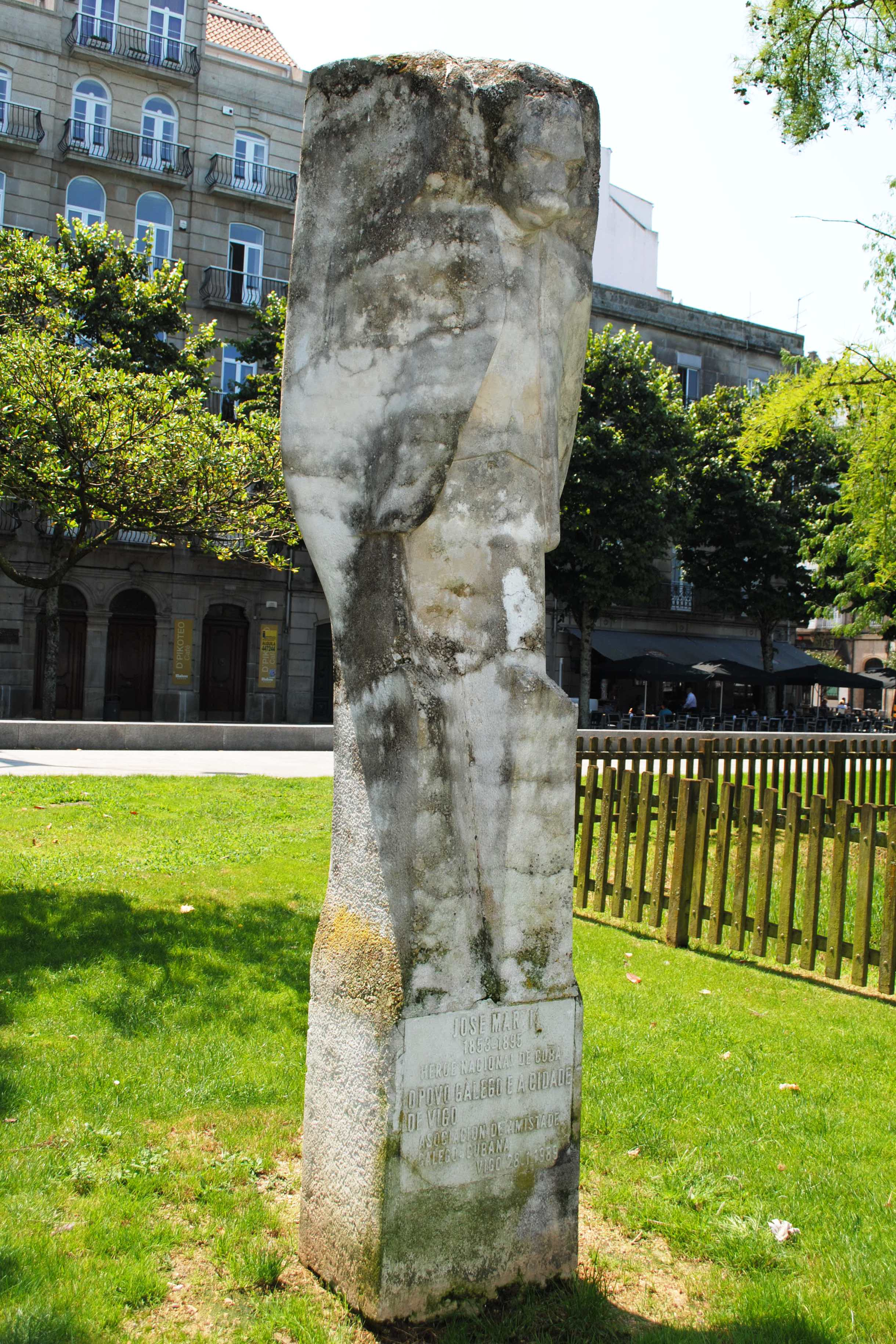
Escultura en Vigo (España).
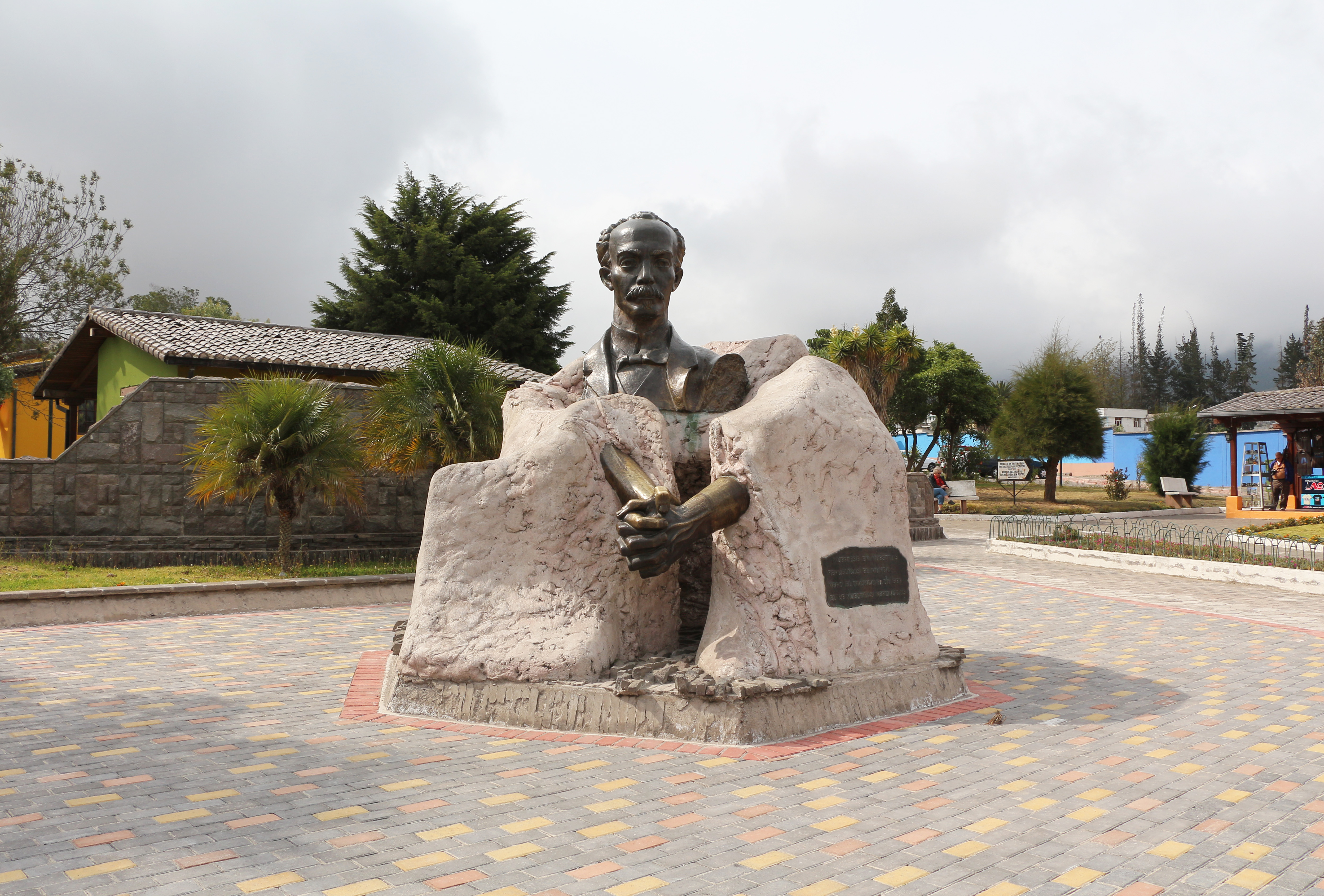
Estatua de José Martí (Ecuador).
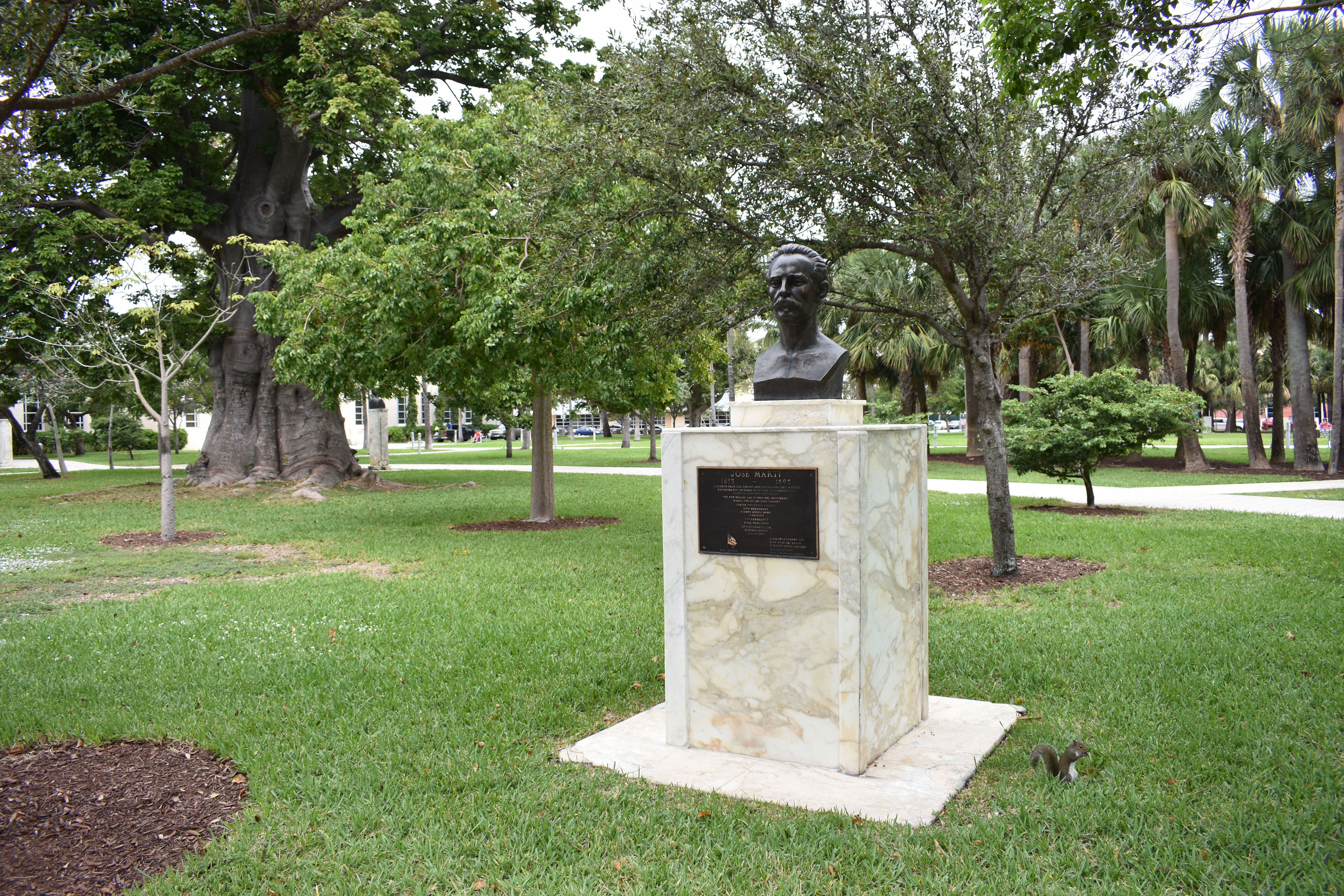
Busto de José Martí (Parque Collins), Miami Beach (Estados Unidos).
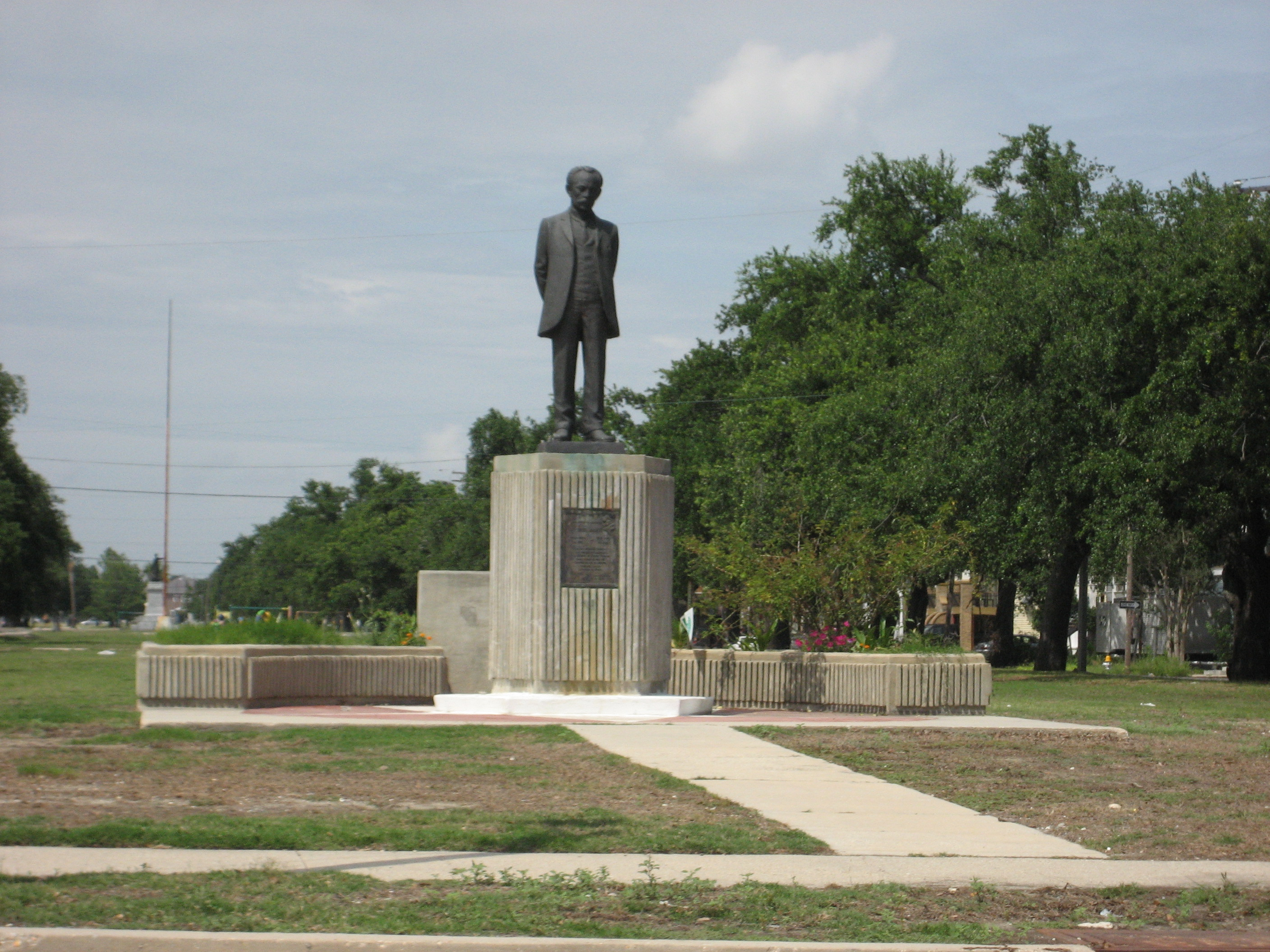
Estatua en Davis Park, Mid-City, Nueva Orleans (Estados Unidos).
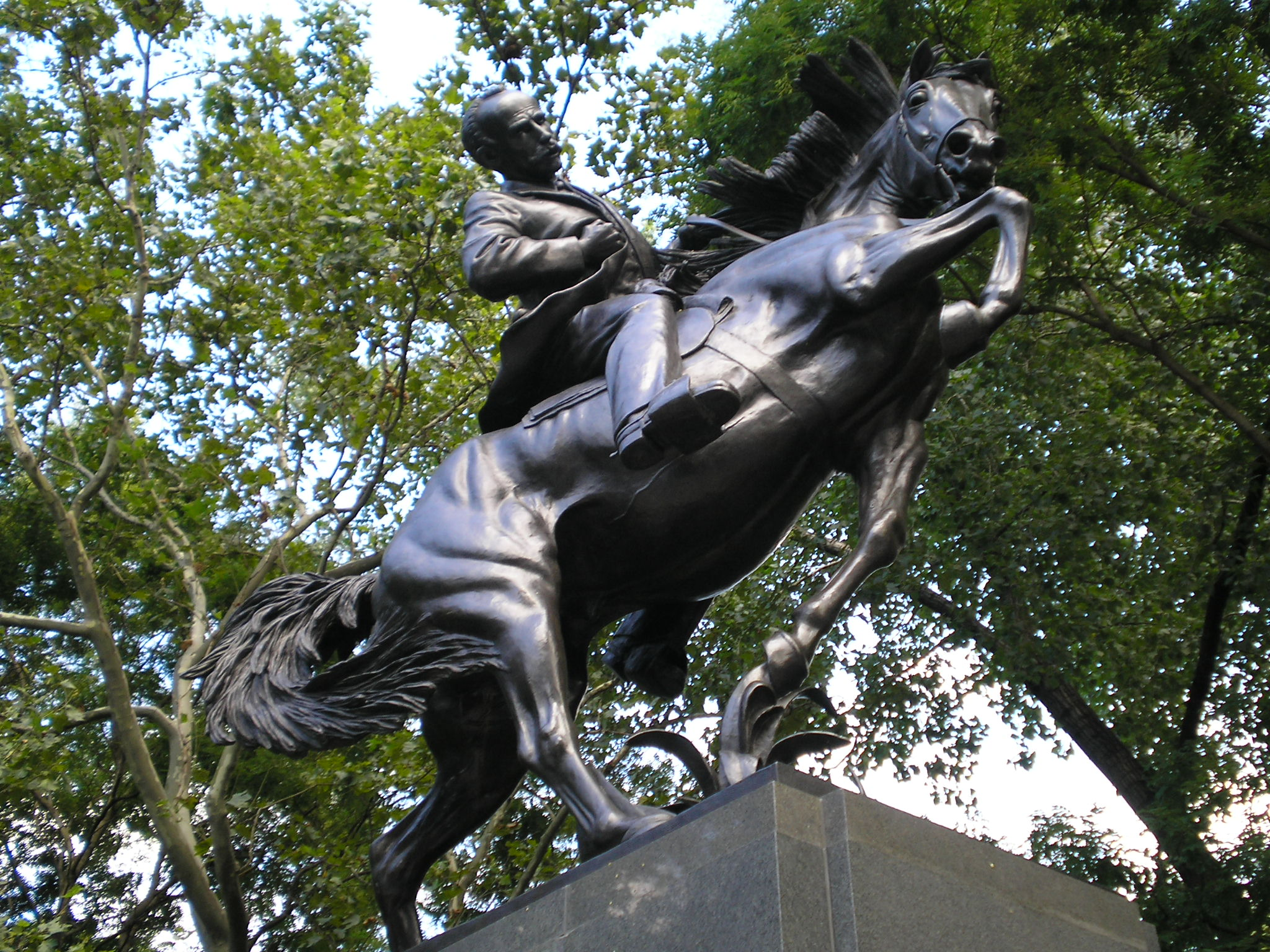
Monumento a José Martí en el Central Park de Nueva York (Estados Unidos).
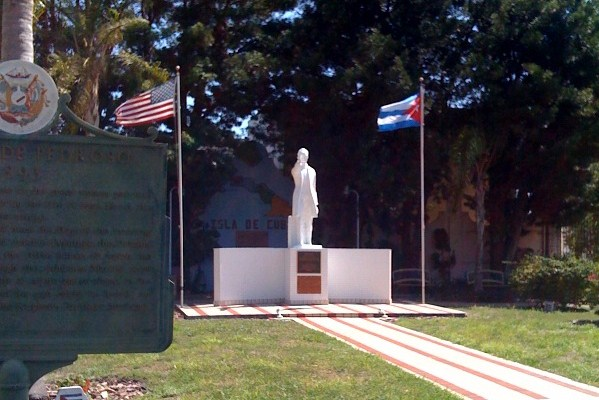
Monumento a José Martí en Ybor City (Tampa, Florida) (Estados Unidos).
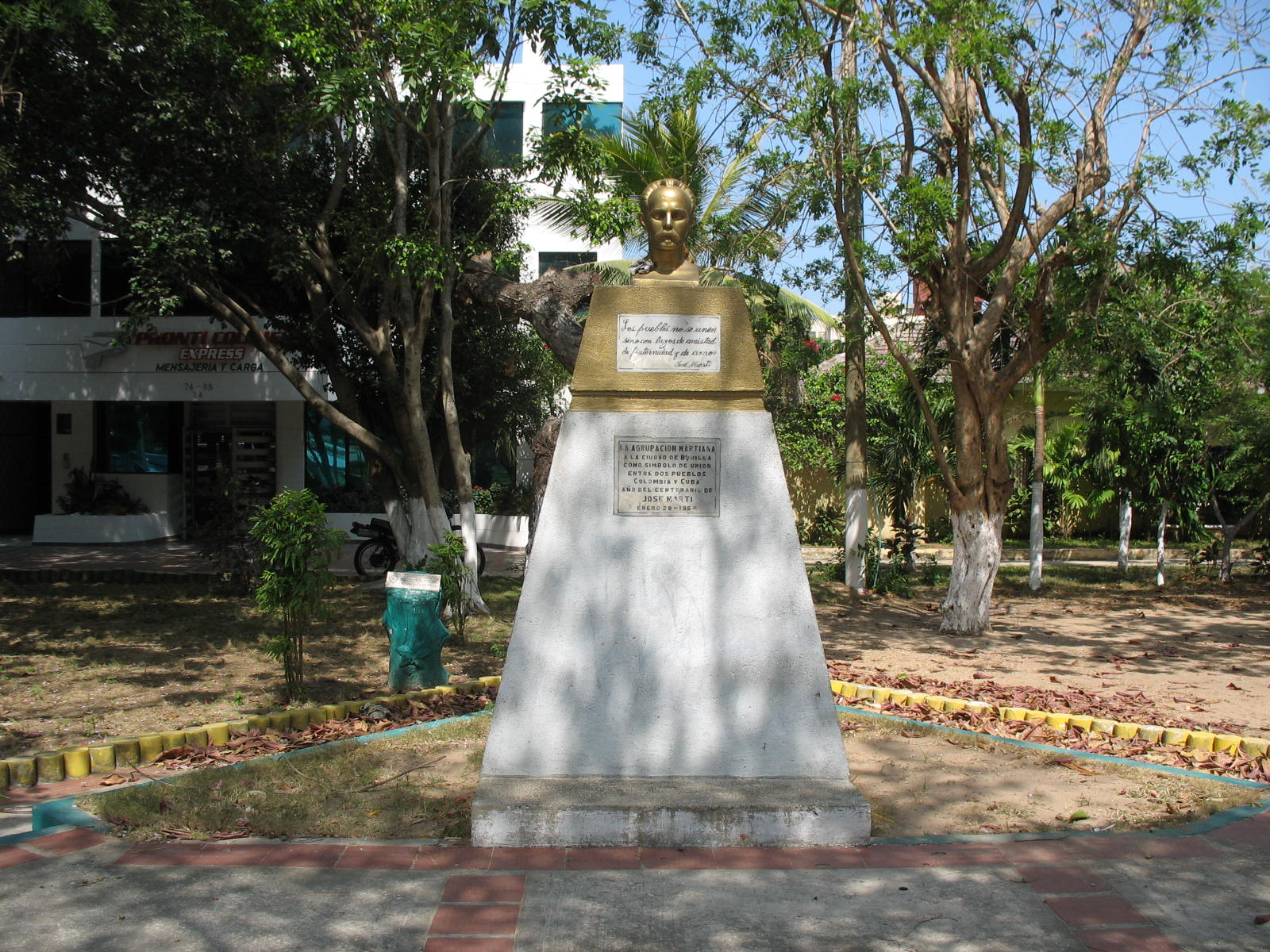
Busto de Martí, parque Cuba Barranquilla (Colombia).
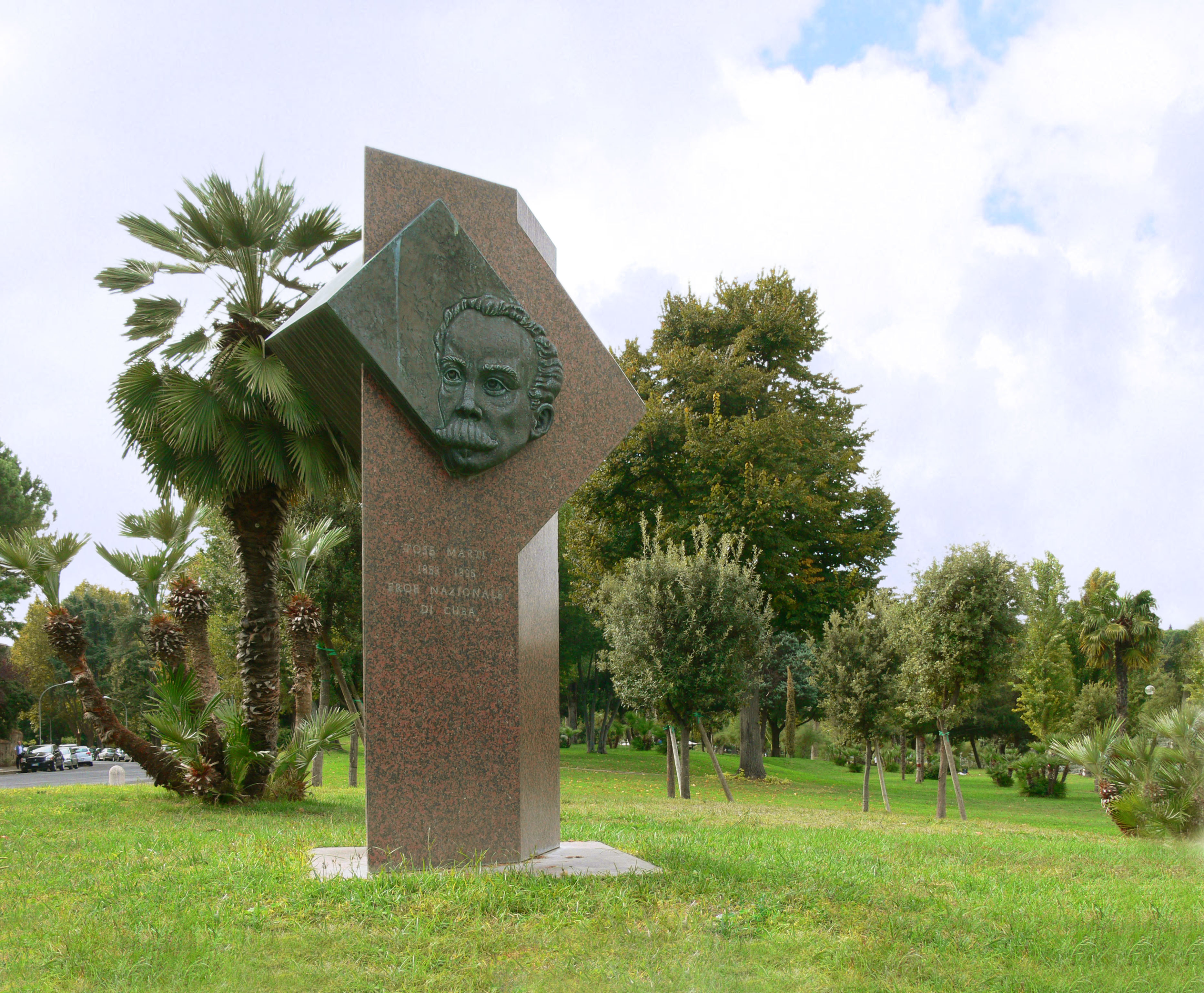
Monumento a José Martí en Esposizione Universale Roma (Italia).
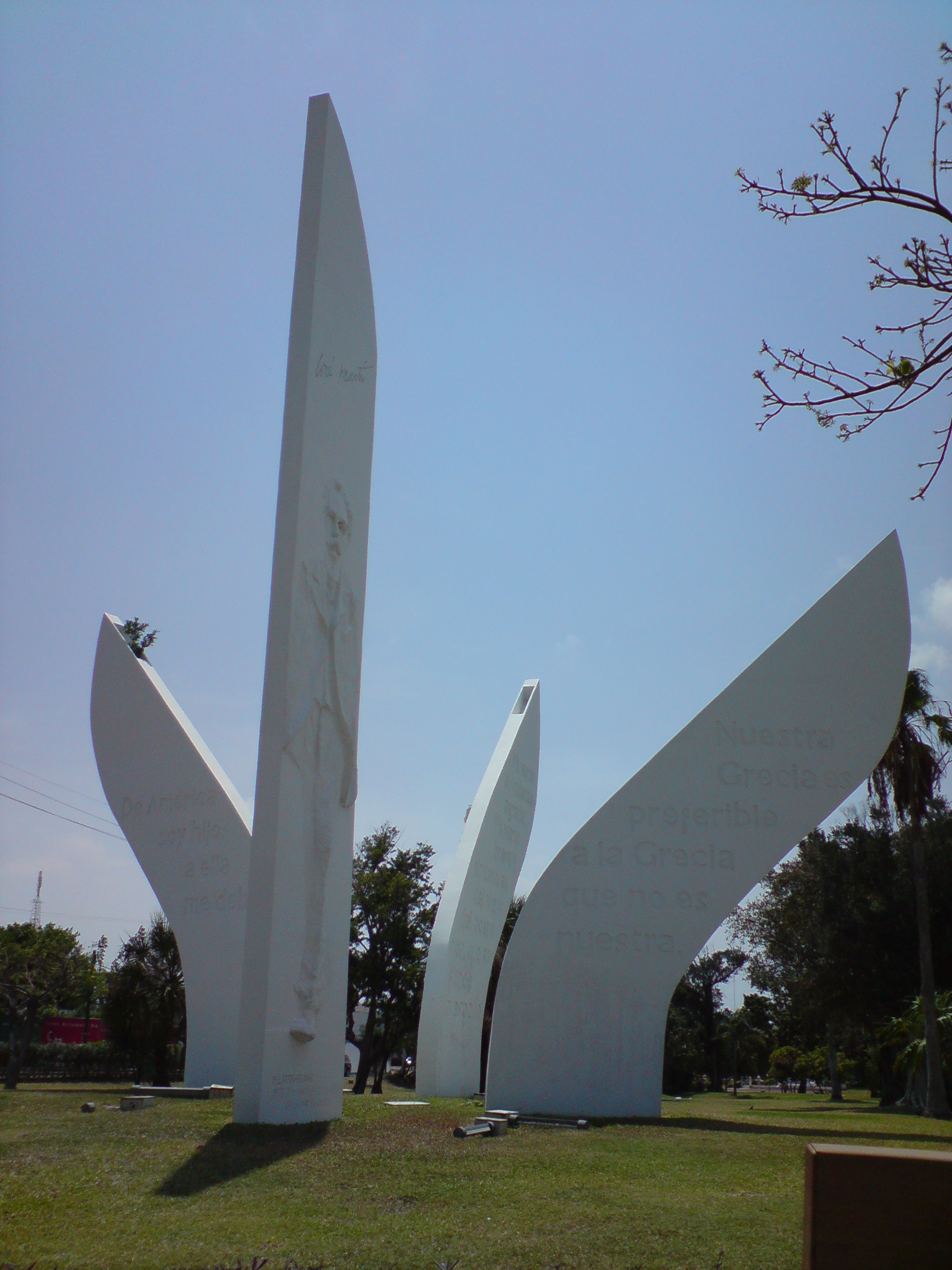
Monumento a José Martí en Cancún (México), popularmente conocido como Los Plátanos.
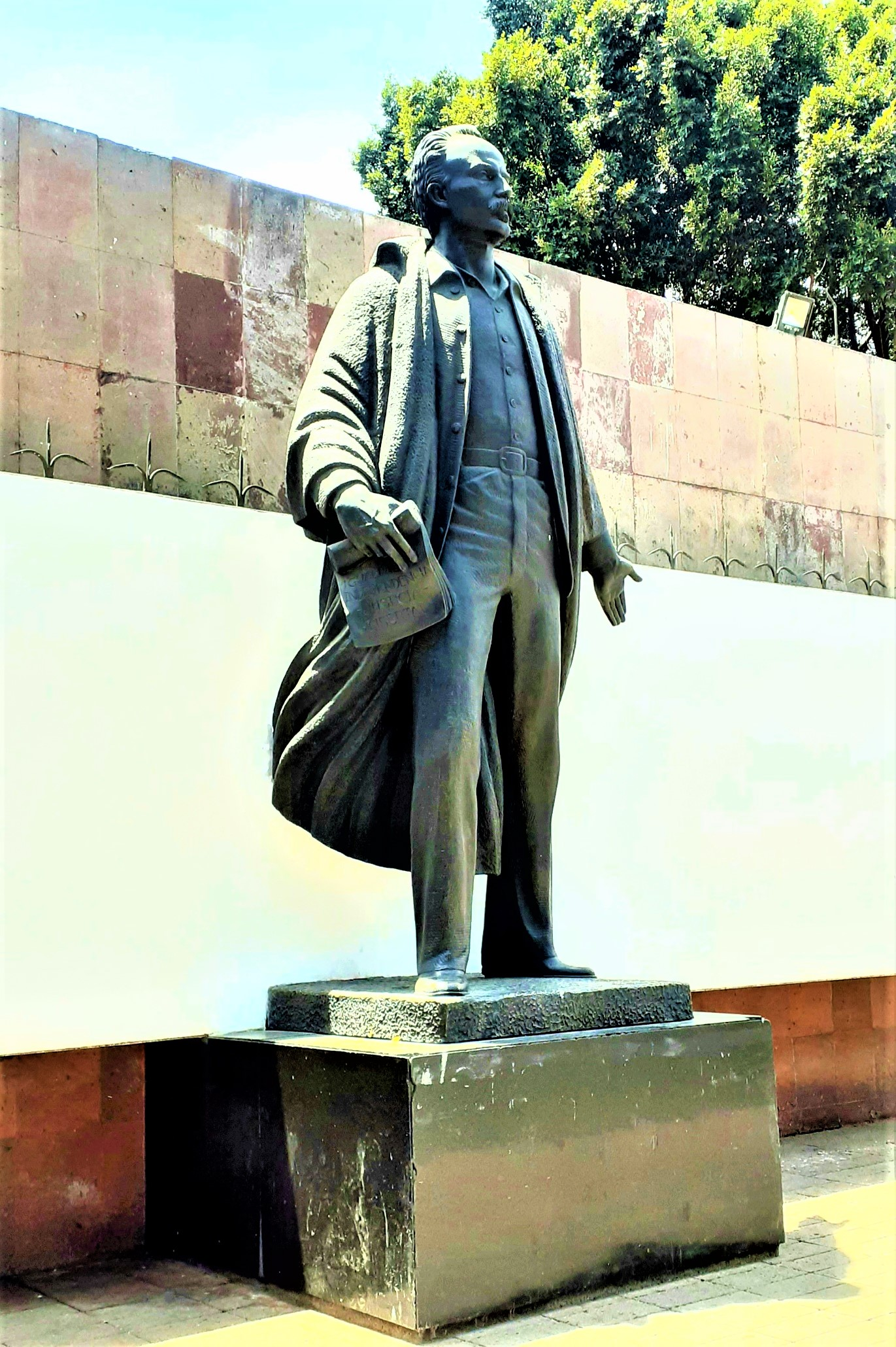
Monumento a José Martí en la Ciudad de México.
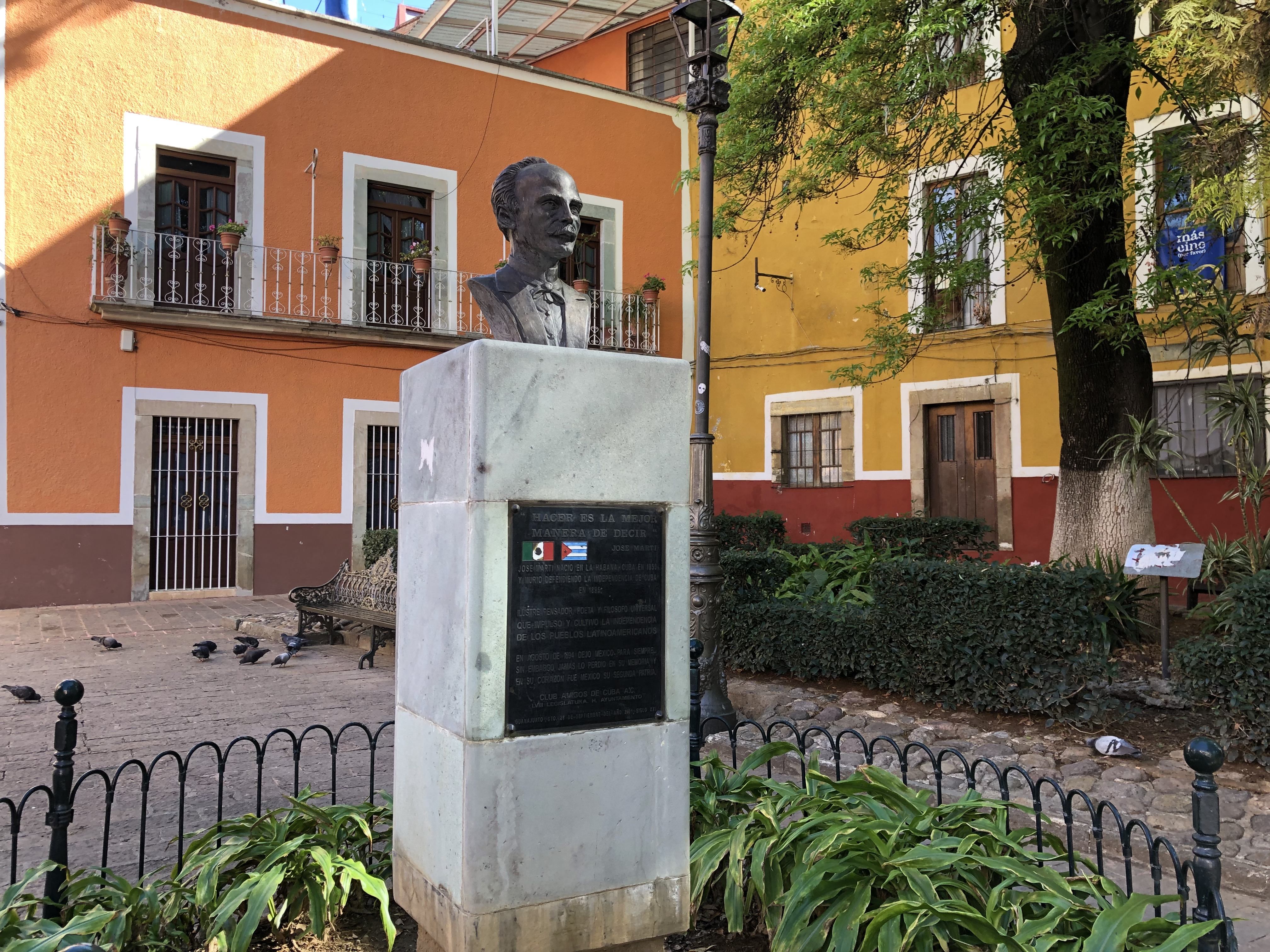
Busto de J. Martí en Guanajuato (México).
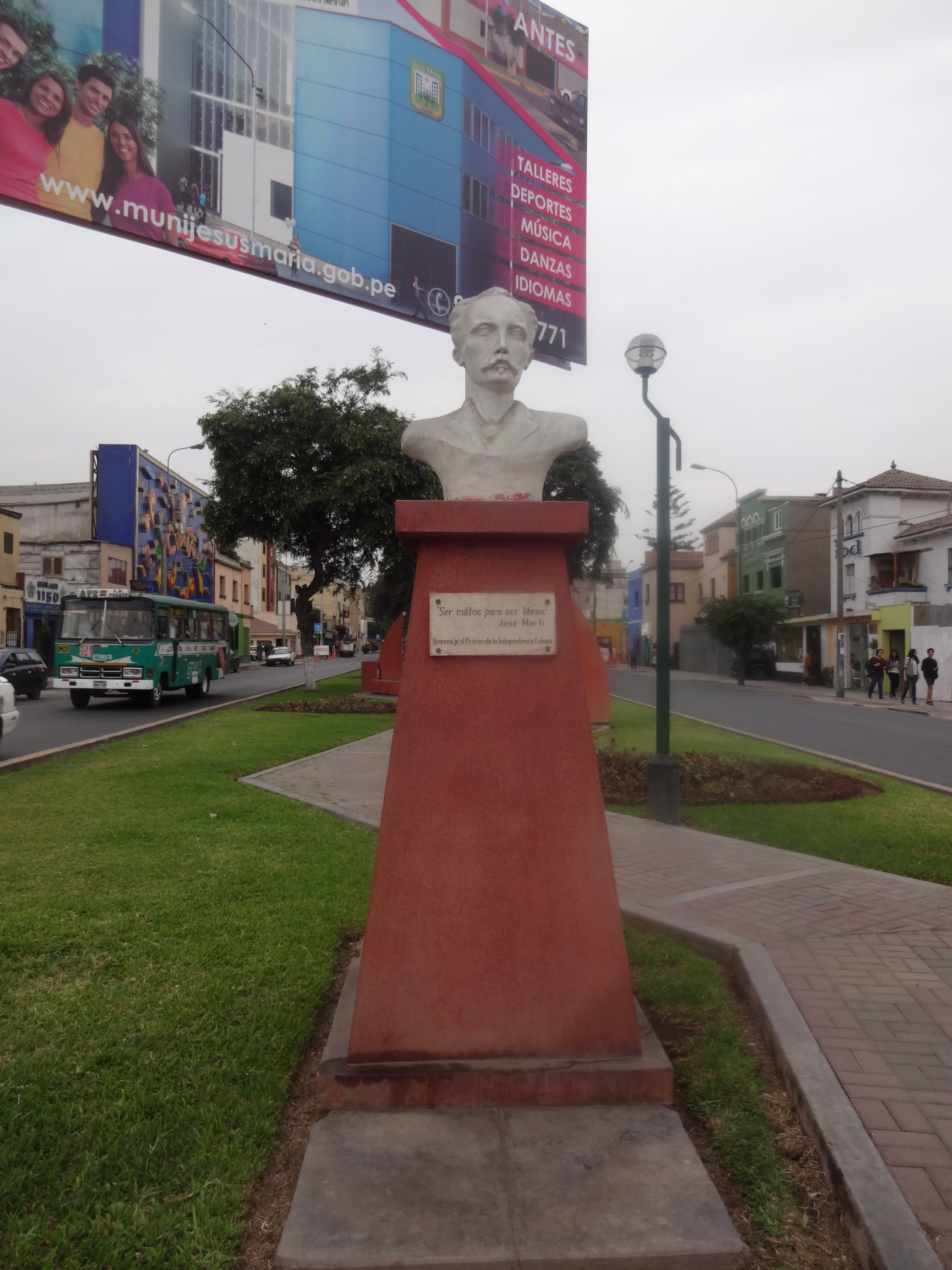
Busto en Lima (Perú).
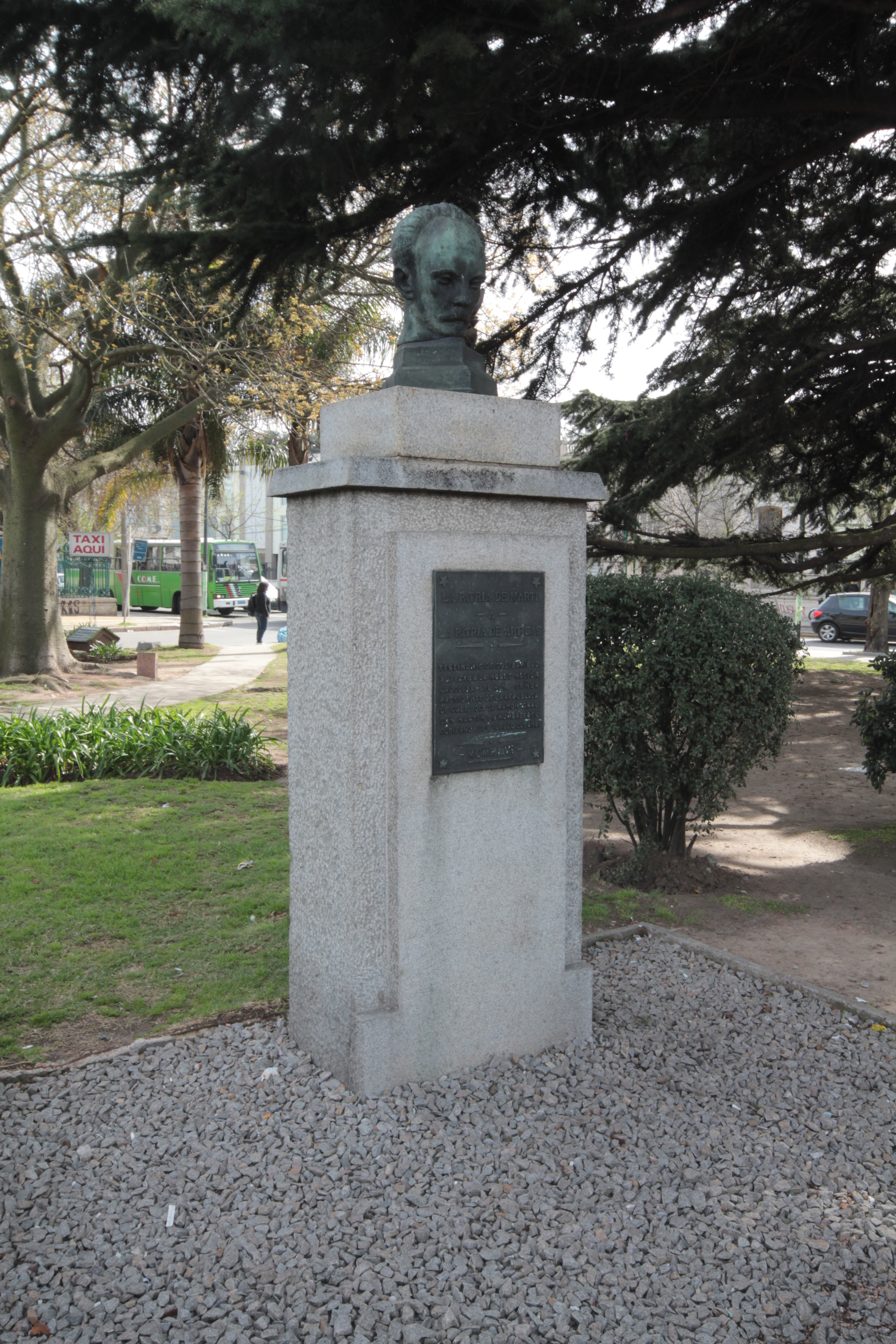
Busto de José Martí en Plaza Cuba, Montevideo (Uruguay).
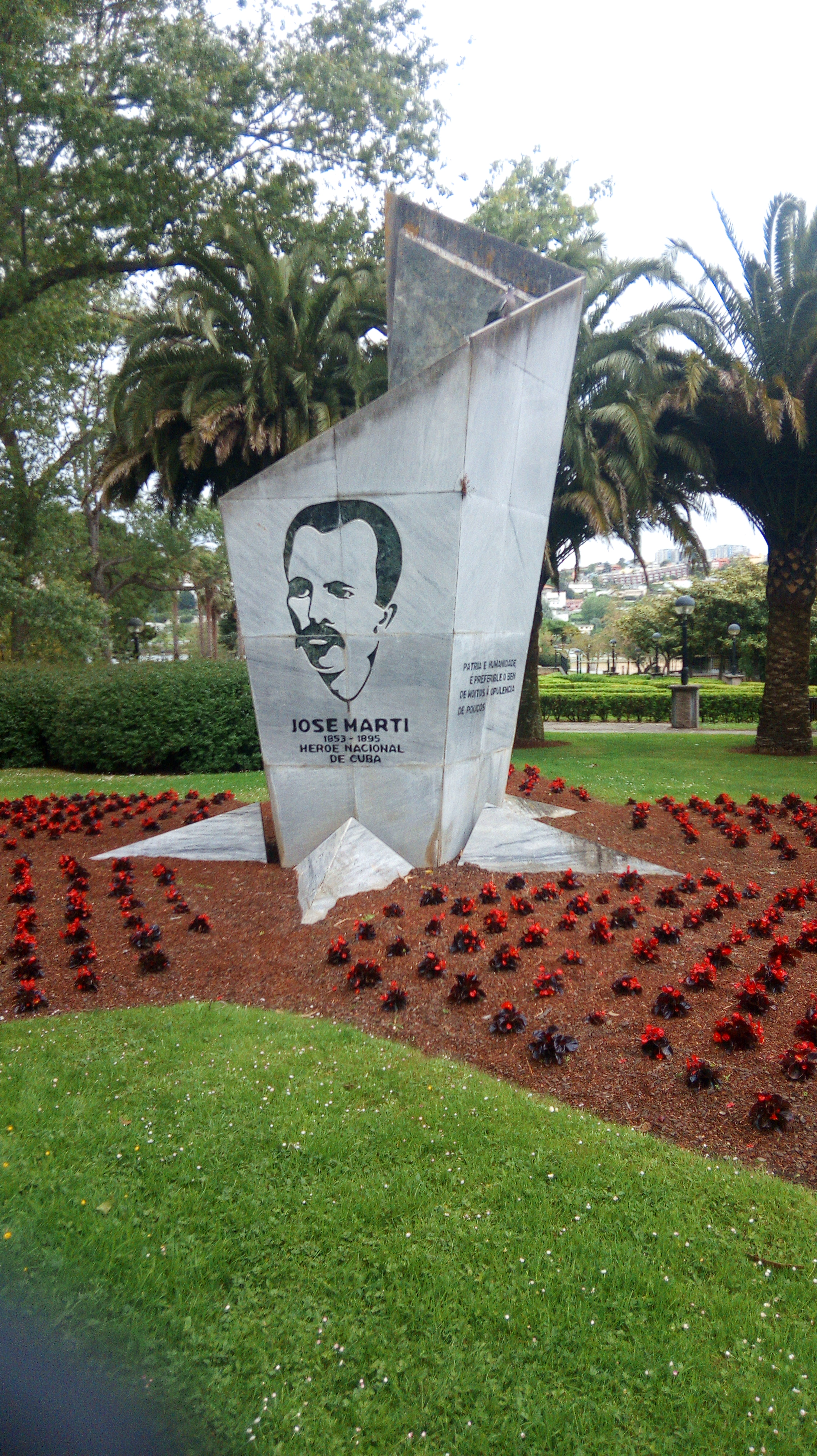
Monumento a José Martí situado en el parque que lleva su nombre. Santa Cristina, Oleiros (La Coruña, España).
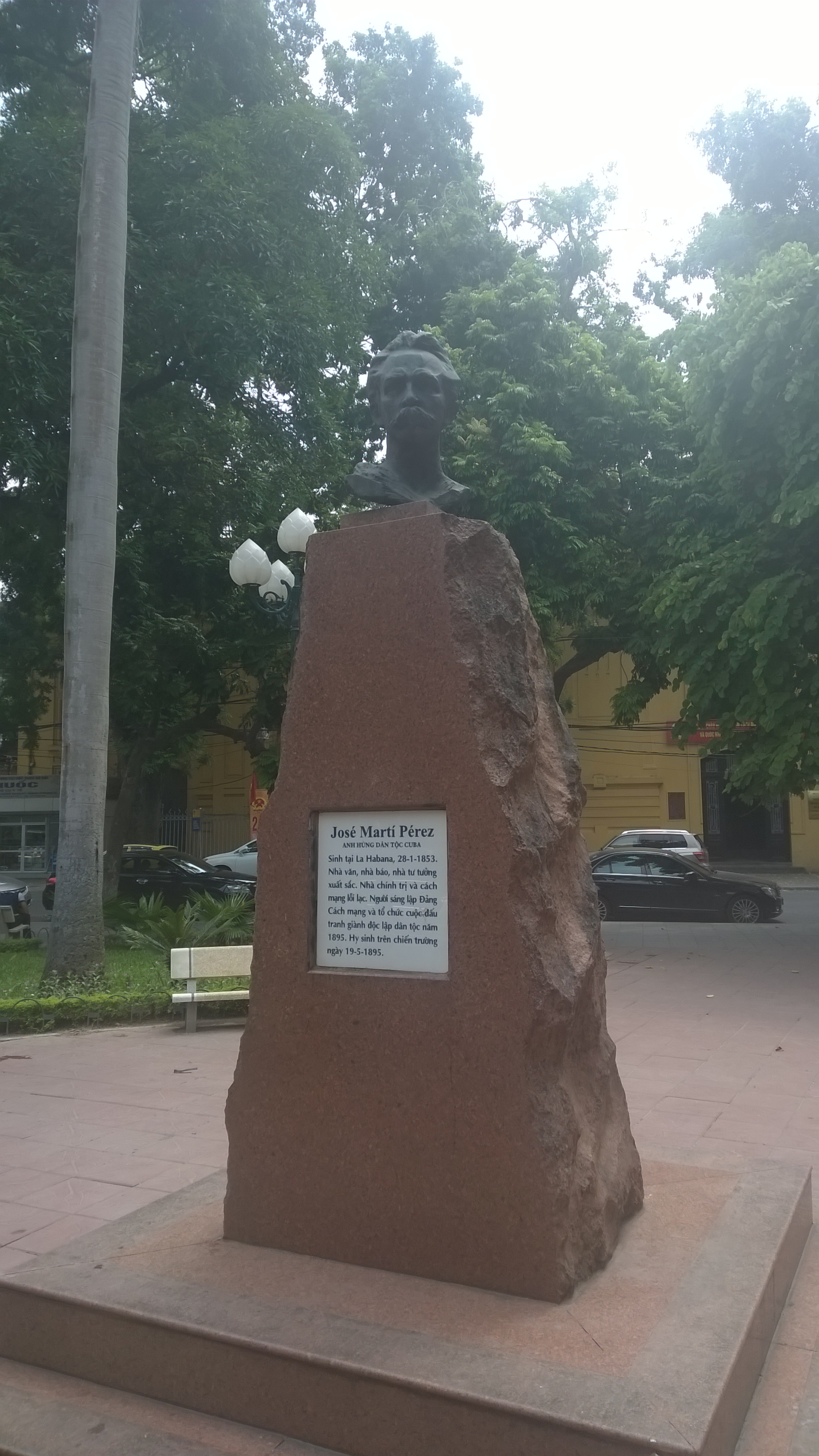
Busto de José Martí Pérez en Hanói, (Vietnam).

## Reconocimientos
- En Alemania, en la ciudad de Berlin se ubica una estatua a tamaño natural en el jardín  de entrada del Consulado de la República de Cuba.[18] La obra realizada por el escultor cubano Félix Madrigal mide 1.65 metros de alto, ha sido fundida en fibra de vidrio y resina de poliéster con una pátina que imita el metal y su peso ronda las 102 libras.[19] Fue inaugurada el año 2013.
- En Argentina, en Buenos Aires, existen dos espacios verdes con su nombre, la Plazoleta José Martí ubicada en Flores,[20] y el Parque José Martí en el barrio General Savio de Villa Lugano, además de un busto conmemorativo del poeta.[21]
- En Austria, en la ciudad de Viena, en el parque Donaupark se ubica un busto de José Martí con la inscripción: "Héroe de la Independencia de Cuba".[22]
- En Bélgica, ciudad Bruselas, en Library Espace Maurice Careme, de la calle Rue du Chapelain, Anderlecht, se erige un busto de J. Martí.[23]
- En Bolivia, en la ciudad de Cochabamba se localiza un barrio,[24] una calle residencial[25] y una pequeña plazuela[26] que llevan su nombre.
- En Canadá, ciudad de Quebec al interior del Parque de América Latina, se ubica un busto que inscribe: "Busto del Apóstol de Cuba José Martí".[27]
- En Chile, ciudad Santiago de Chile, en el parque General Bustamante, se ubica un busto,[28] y en el parque Portales se erige una estatua de bronce a tamaño natural, realizada por el escultor cubano José Ramón Villa Soberón e inaugurada el 2017.[29] [30]
- En Chile, en Santiago de Chile, la comuna de El Bosque, presenta una escuela pública con su nombre: Escuela Básica José Martí, ubicada en la calle 18 de Septiembre.[31]
- En Chile, en Lota, en plaza de Armas, se ubica un busto donado por el gobierno de Cuba, como gesto de solidaridad a los mineros del carbón luego del terremoto de 1960. Inaugurada por el reconocido poeta Nicolás Guillén.[32]
- China: sello filatélico conmemorativo emitido por la República Popular China titulado "Cuatro figuras culturales mundiales", nombre de la imagen: Martí, escritor cubano, tamaño:22mm×33mm. Emitido el 30 de diciembre de 1953.
- En las ciudades de Buenos Aires[33] (Argentina), Valdivia (Chile), Quito (Ecuador), París[34] (Francia), Montevideo (Uruguay), Xalapa[35] y Veracruz (México) y en la propia Ciudad de México (colonias Tacubaya y Escandón), existe una calle con su nombre.
- En Cuba, en la ciudad de Banes, provincia de Holguín, se ubica un monumento de tipo busto[36] de unos 4 metros de altura, en el lado sur del parque Martí. También una de las calles de limitan el parque se denonomina José Martí.
- En Cuba, el principal aeropuerto de la nación lleva su nombre: "Aeropuerto Internacional José Martí", ubicado en el Municipio de Boyeros.
- En Cuba, en La Habana se localiza el Estadio José Martí, en la intersección de las calles Malecón y avenida de Los Presidentes (calle G).[37]
- En Cuba, en los jardines del lado norte del Capitolio de La Habana se ubica una replica del busto de José Martí, realizado por la escultora cubana Lucía Victoria Bacardí Cape (1893-1988),[38] en el año 1915.
- En Cuba, en el municipio de Marianao (La Habana), se ubica un busto[39] en la plaza Cívica José Martí, emplazada en la calle 124 entre las Avenidas 51 y 43, obra que fue inaugurada el jueves 11 de agosto de 1955 por el alcalde municipal Francisco Orúe González.[40]
- En Cuba, en la ciudad de Caibarién (provincia de Villa Clara) se ubica un monumento desde el siete de marzo de 1926, realizado en mármol de Carrara por el escultor italiano Ettore Salvatore, de 6.4 metros de altura.[41] Está localizado en la intersección de Paseo de Martí con Calle 8.[42]
- En Cuba, en la ciudad de Holguín, en el jardín de entrada del Instituto Preuniversitario Vocacional de Ciencias Exactas José Martí, se erige una estatua del apóstol que mide unos 4 m de altura, inaugurada en 1977.[43]
- En Cuba, en la ciudad de Placetas (provincia de Villa Clara), se inauguró en 1926 el Paseo Martí, donde están situados dos monumentos: una "Réplica de la Casa de Martí" que conciste en un obelisco,[44] el cual se develó 28 de enero de 1953 al cumplirse el centenario de su nacimiento, y un busto realizado en mármol de Carrara por el escultor italiano Ettore Salvatore, que tiene impreso algunos de sus versos más conocidos.[45][46]
- En Cuba, en la plaza central del pueblo Nueva Paz de la provincia de Mayabeque, se ubica un busto de J. Martí, desde al menos 1951.[47]
- En Cuba, en la ciudad oriental de Las Tunas, se ubican varios elementos que dan cuenta de reconocimientos a J. Martí:

- Biblioteca Provincial José Martí, inaugurada en 1951, y busto del poeta frente a la entrada de la biblioteca.
- Plaza Martiana, obra del arquitecto Domingo Alás Rosell, ubicada en el casco histórico de la ciudad e inaugurada en mayo de 1995. Al interior se erige un monumento compuesto por cinco paraboloides hiperbólicas en forma de estrella, y una de ellas sostiene un busto de José Martí en bronce, realizado por la escultura Rita Longa.

- En Cuba, en la ciudad de Sagua La Grande, se ubica al interior del parque El Pelón, el sitio llamado "Rincón Martiano".[51] Este memorial consta de un busto en bronce, y versos del apóstol tallados en piedra. Fue inaugurado el 28 de enero de 1939, por el abogado José Guardiola Alfert.[52]
- En Cuba en la ciudad de Santiago de las Vegas del Municipio Boyeros, se ubica el parque José Martí. Al interior del parque en la esquina de la intersepción de las calles 9 y 10, se erige un busto de José Martí sobre un pedestal.[53]
- India emite un sello filatélico conmemorativo en el año 1997, como tema de poetas y escritores universales con la figura de J. Martí.[54]
- En Italia, en la ciudad de Génova al interior del parque Giardini Giovanni Paolo II, se ubica un monumento a José Martí que se compone de dos elementos. Una lápida conmemorativa, que lleva la efigie en bronce de José Martí, y una placa[55] que indica la dirección y distancia desde ese punto coordenado hasta el propio monumento del Héroe Nacional de Cuba en la Plaza de la Revolución de La Habana: Milla Marina 4508.38 - Km 8349.53 - determinada por el Instituto Hidrográfico de la Marina.[56]
- En Italia, en la ciudad de Roma se ubica un monumento erigido en su memoria,  al interior del Parco Centrale dell'Eur. Con la inscipción en italiano: José Martí / 1853 - 1895 / Eroe Nazionale di Cuba.[57]
- En Egipto, ciudad El Cairo, se ubica un busto martiano ubicado en el céntrico Parque Al Horreya.[58]
- En Los Ángeles, (EE. UU.) en el parque Echo Park hay un busto de J. Martí con la inscripción de sus frases "El que tenga Patria que la honre, el que no, que la conquiste." "Con todos y para el bien de todos."[59]
- En Miami Beach, (EE. UU.) en el parque Collins se ubica un busto[60] conmemorativo que es "un tributo de todos los cubanos y latinoamericanos en el exilio honrando su inspirada vida patriótica dedicada a la libertad y la justicia para todos."[61]
- En Nueva Orleans, (EE. UU.) en el Davis Park se ubica una estatua de José Martí.[62]
- En la localidad de Port Chester, perteneciente al Estado de Nueva York (EE. UU.), entre la intersección de las avenidas Glen Avenue y Haseco Avenue se ubica un busto de J. Martí[63] de acero revestido en cobre oxidado, este fue inaugurado el 28 de enero de 1976. De inscripción una de sus frases: "Los niños son la esperanza del mundo. Children are the holb of the world".[64]
- En Honduras, en la capital Tegucigalpa por el distrito Kennedy se encuentra una estatua a escala humana de José Martí sobre pedestal, al interior de la plaza Cuba,[65] fue inaugurada en el año 2006.[66]
- En Gijón (España) en la plaza de la Ciudad de La Habana, se ubica un monumento realizado por el escultor cubano José Delarra.[67] Fue inaugurado para el centenario de su muerte en el año 1995, se debe señalar que la placa adjunta al monumento, tiene un error en el año de su nacimiento, dice "1835" y lo correcto es: 1853.
- En Huelva (España), en la Sede Santa María de La Rábida, de la Universidad Internacional de Andalucía, en jardín interior se ubica un busto de José Martí Pérez.[68] La obra es del escultor Armando Fernández Rodríguez, realizada en bronce sobre pedestal con placa conmemorativa.[69]
- En Madrid (España), la casa donde vivió J. Martí presenta una placa de mármol, ubicada en la calle del Desengaño n.º 10.[70]
- En Vigo (España), en el parque "Xardíns de Elduayen", se ubica una escultura en piedra de 2.5 m de alto, en Homenaje a José Martí. La obra fue inaugurada el 28 de enero de 1989, por la Asociación de amistad Galeco-Cubana.[71]
- En Zaragoza (España), en la calle Manifestación n.° 13 en la casa donde vivió José Martí entre 1870-1874, se inauguró una placa de mármol en su memoria, se acompaña de una tarja con uno de sus versos. Se inaugurada el 18 de mayo de 2002.[72] En la misma ciudad, en el barrio de Valdespartera se ubica una biblioteca pública con su nombre.[73]
- En Francia, en París se ubica una pequeña plaza "Place José Martí",[74] se localiza en la avenida Paul Doumer y calle José Martí.
- En México, en Cancún, en el parque del Ceviche, se erige un monumento a José Martí,[75] realizado por el escultor cubano José Delarra. Este conjunto escultórico fue inaugurado el año 1978.
- En México, en Guanajuato, en la plaza Jardín Reforma se ubica un busto de José Martí con la inscripción: "Hacer es la mejor manera de Decir".[76]
- En México, ciudad de Mérida, al interior del Parque de Las Américas se encuentra una biblioteca pública de nombre José Martí creada en 1943 por el arquitecto Manuel Amábilis,[77] en los jardines de entrada a la misma se encuentra un busto de José Martí.[78]
- En México, ciudad de Veracruz, existe un calle denominada paseo José Martí, en la intersección con la calle Ingeniero Ernesto Domínguez Aguirre, se ubica un busto de José Martí.[79] En uno de los extremos del paseo José Martí, se localiza la Playa Martí.
- En México, en Xalapa-Enríquez, en la intersección de avenida Xalapa y calle Tepic se ubica un busto de José Martí con la inscripción: "Ser culto es el único modo de ser libre".[80]
- En Nicaragua, la capital Managua para su natalicio 150 (2003) en el Paseo José Martí con la intercepción de Avenida Colón, la alcaldía de la ciudad inauguró un busto,[81] obra del escultor Fernando Saravia.
- En Panamá, en un jardín al interior de la Universidad de Panamá se ubica un conjunto escultórico, con un busto de J. Martí, con la inscripción: José Martí. Héroe Nacional de Cuba. 28-1-1853 / 19-5-1895. Panamá 28-1-2011.[82]
- En Portugal, se inaugura el 14 de julio de 2023, el busto[83] con la inscripción: José Martí 1853-1895 Herói Nacional Cubano, ubicado en el plaza de la Alegría, ciudad Lisboa.[84]
- En República Dominicana en la ciudad de Santiago de los Caballeros, en jardines de la Universidad Autónoma de Santo Domingo se ubica un busto de José Martí.[85] También, en la capital se encuentra el monumento más grande dedicado a José Martí en el Caribe fuera de Cuba, demostración del sentimiento y la grandeza de la alianza de amistad domínico-cubana. Se ubica en la Avenida de los Próceres con la interseción Avenida República de Colombia, donde se forma una rotonda estilo parque.[86]
- En San José, capital de Costa Rica se ubica un busto emplazado en el parque nacional, hacia la calle sur avenida 1 Eladio Prado Sáenz.[87]
- En Uruguay, en Montevideo, en la plaza Cuba se ubica un busto de José Martí con la inscripción: "La Patria de Martí a la Patria de Artigas".[88]
- En Venezuela, en el Municipio Chacao existe la plaza José Martí.
- En Venezuela, al pie del macizo montañoso del Waraira Repano, quedó inaugurado el 28 de enero de 2025 un monumento en la comunidad de Maiquetía, en el pueblo de Quenepe, precisamente por el mismo sitio donde Martí inició su ascenso el 21 de enero de 1881 para llegar a Caracas, rendir honores ante la estatua erigida a Simón Bolívar.[89]
- En Vietnam, en la ciudad de Hanói se erige un busto de José Martí Pérez, ubicado en la plaza "Jardín de flores taoísta".[90]

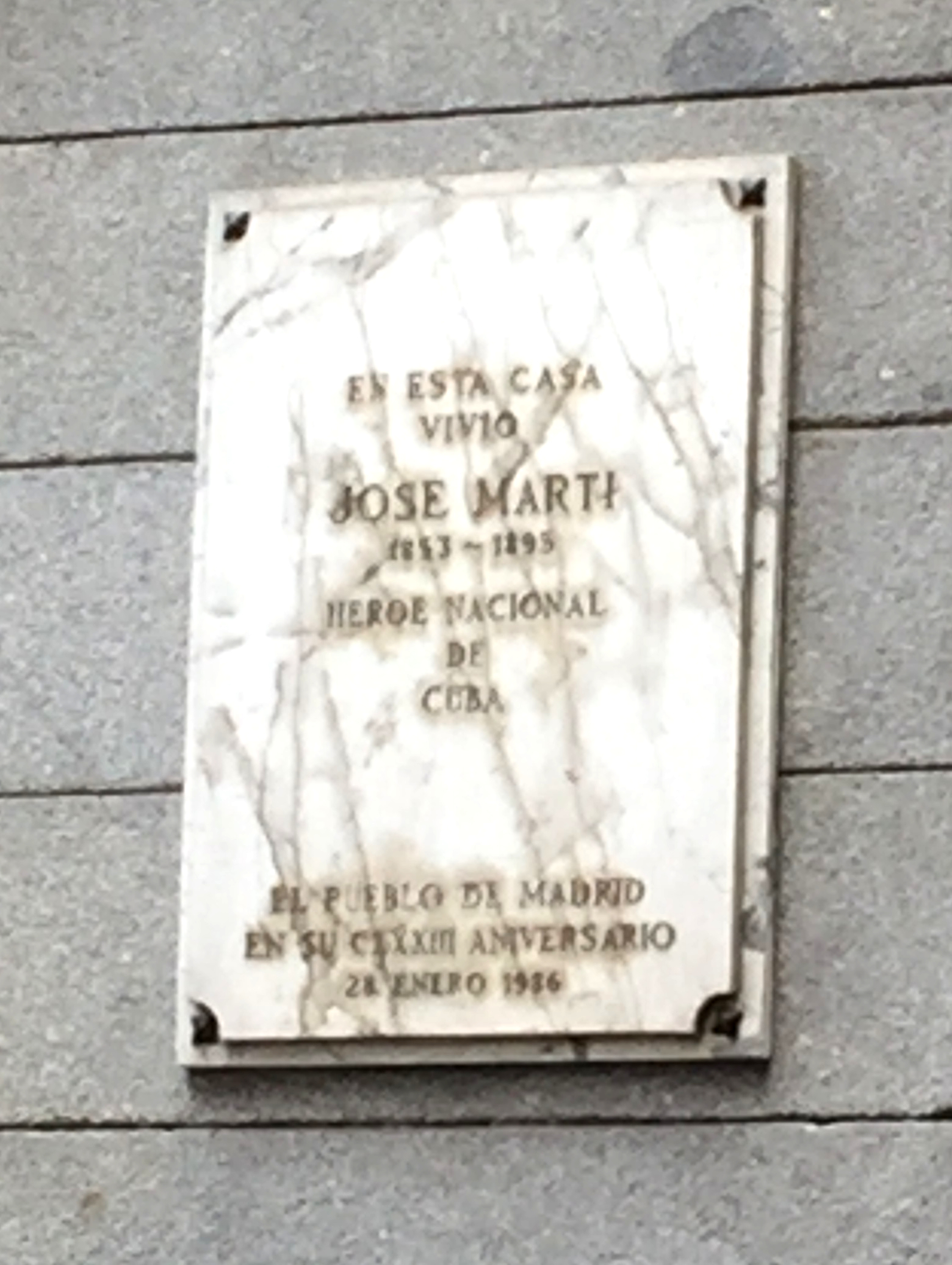
Placa en la casa donde vivió J. Martí, en Madrid.
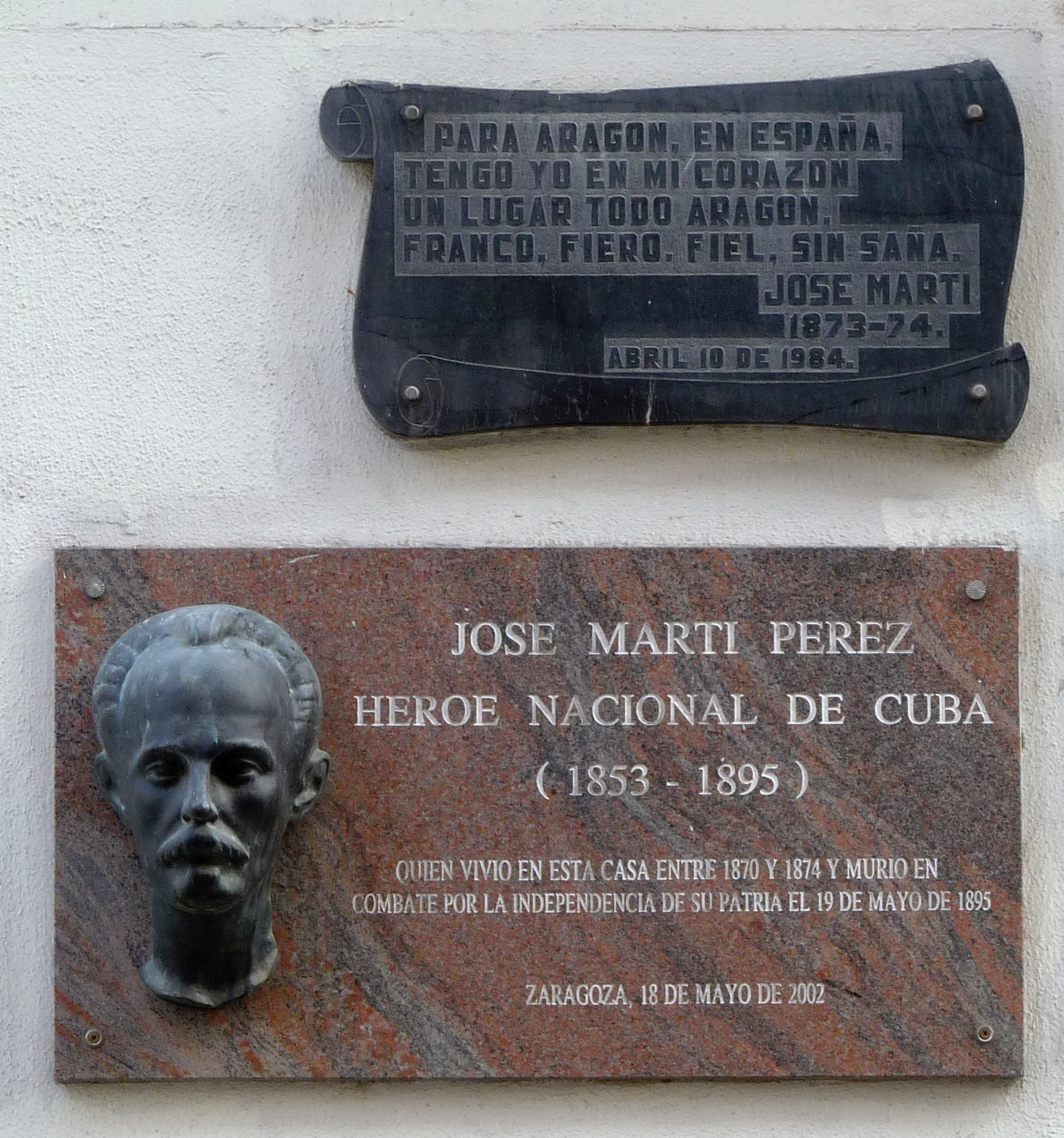
Placa en la casa donde vivió J. Martí, en Zaragoza.
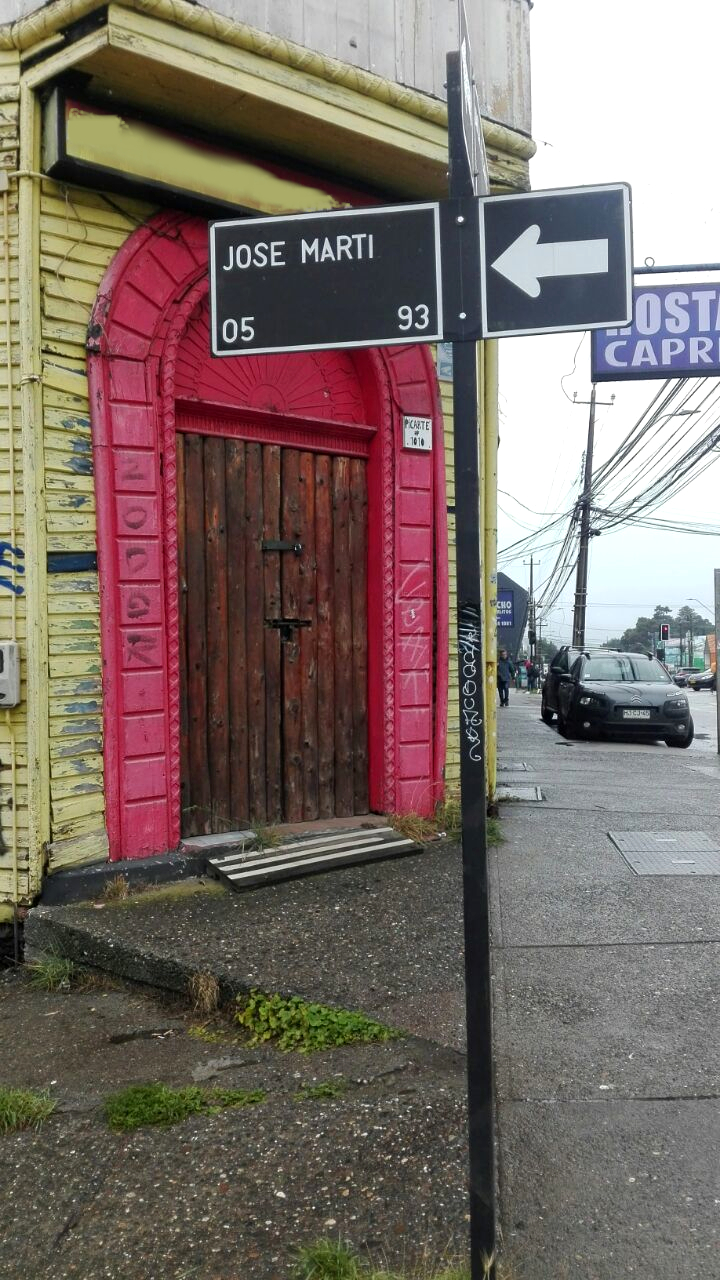
Calle J. Martí, en Valdivia.
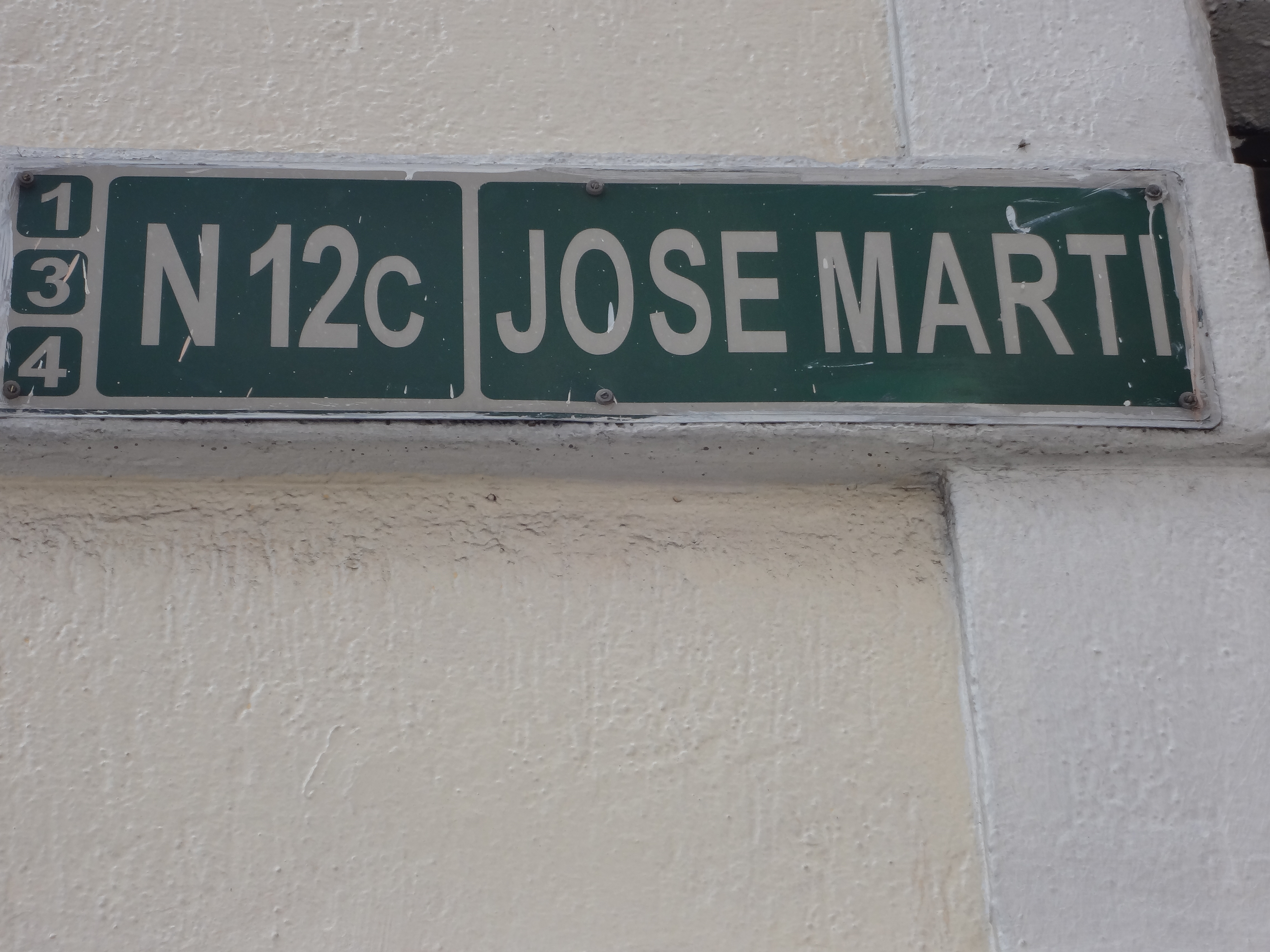
Calle J. Martí, en Quito.
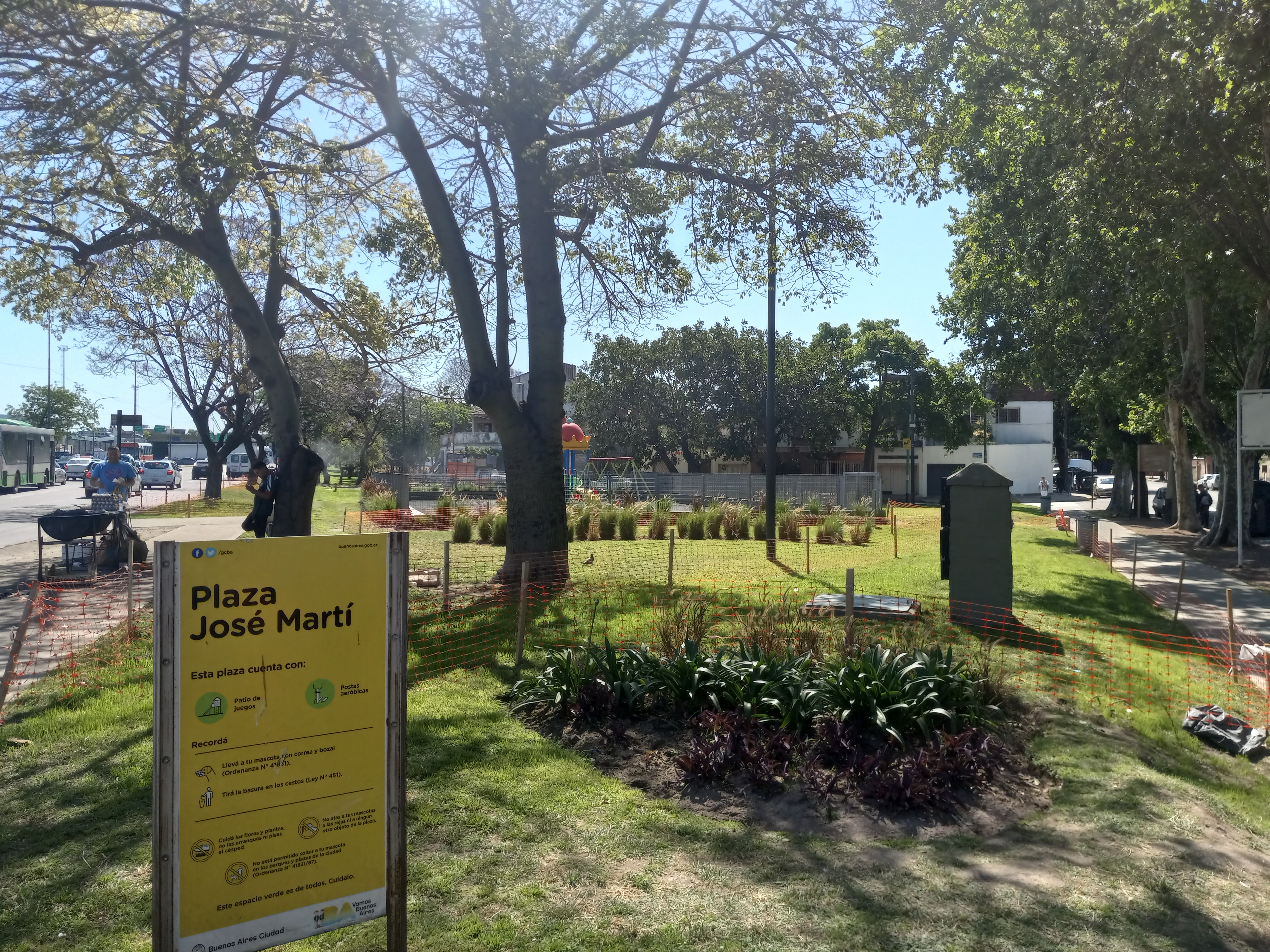
Plaza José Martí, en Buenos Aires.
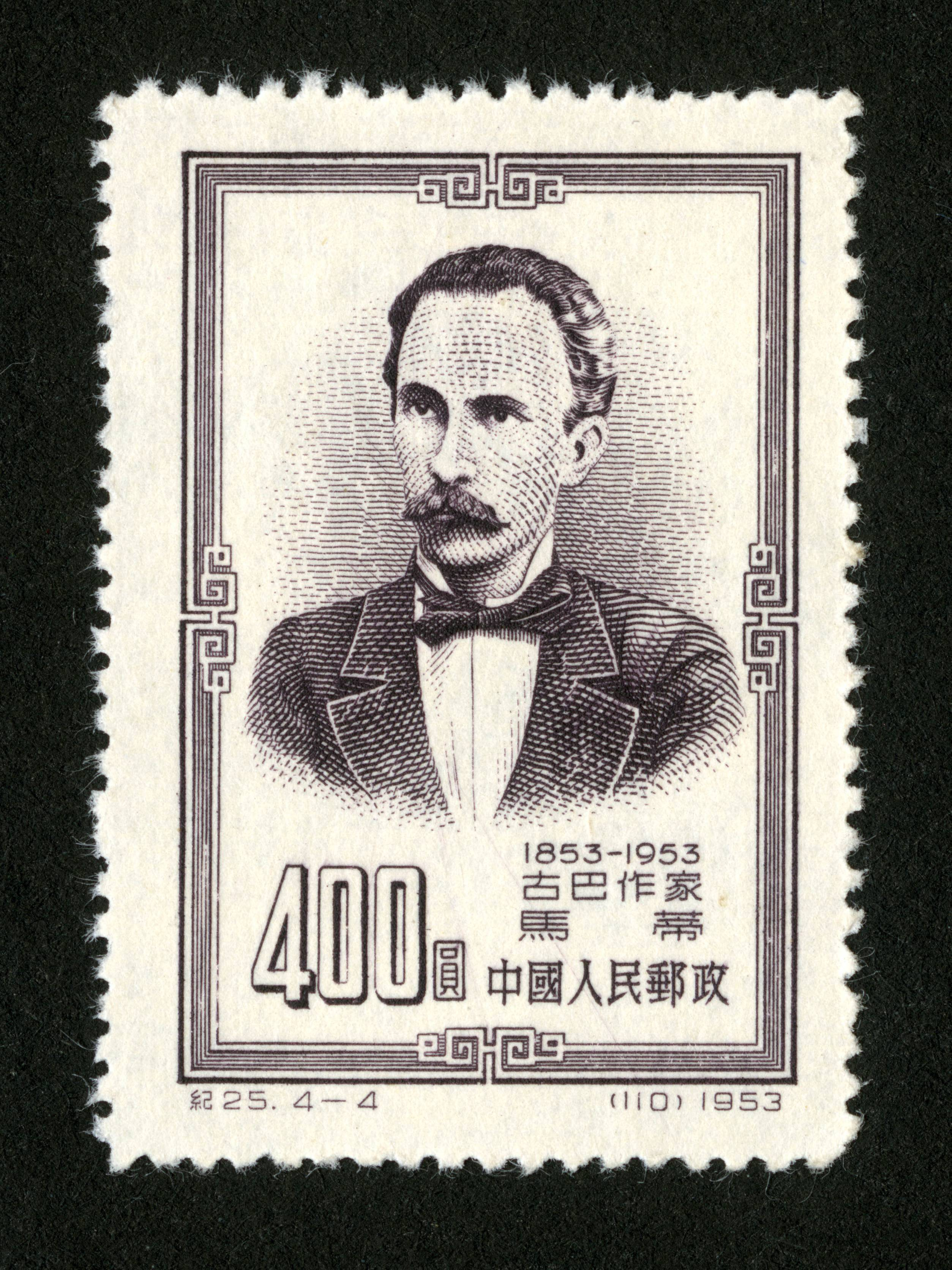
Martí escritor cubano, 1953.
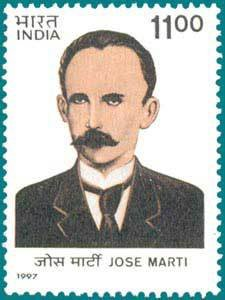
Sello filatélico de la India (1997) José Martí.